# Bílsko-Bělá
Bílsko-Bělá (polsky Bielsko-Biała, slezsky Biylsko-Biołŏ, německy Bielitz-Biala, vilamovsky Byłc-Bejł) je město v jižním Polsku ve Slezském vojvodství ležící na úpatí Slezských a Malých Beskyd. Formálně vzniklo spojením Bílska a Bělé v roce 1951, dějiny těchto dvou měst jsou však mnohem starší. Souměstí rozděluje řeka Bělá, která zároveň tvoří historickou hranici mezi Těšínským Slezskem, kam patří Bílsko, a Malopolskem, resp. západní Haličí, jehož součástí je Bělá. Žije zde přibližně 165 tisíc obyvatel.
Město je sídlem římskokatolické a evangelicko-augsburské diecéze, euroregionu Beskydy a Studia kreslených filmů, odkud vzešel Rexík či Bolek a Lolek. V minulosti bylo významným střediskem textilního, strojírenského a automobilového (FSM) průmyslu. Pro řadu architektonických památek z přelomu 19. a 20. století a živou rakousko-uherskou nostalgii využívá sloganu Malá Vídeň. Na katastrálním území města se nachází sedmnáct beskydských vrcholů (nejvyšší je Klimczok, 1 117 m n. m.), horské lesy pokrývají čtvrtinu celého území.
Část katastru města leží v krajinném parku Park Krajobrazowy Beskidu Śląskiego.

## Historie

### Středověk a raný novověk

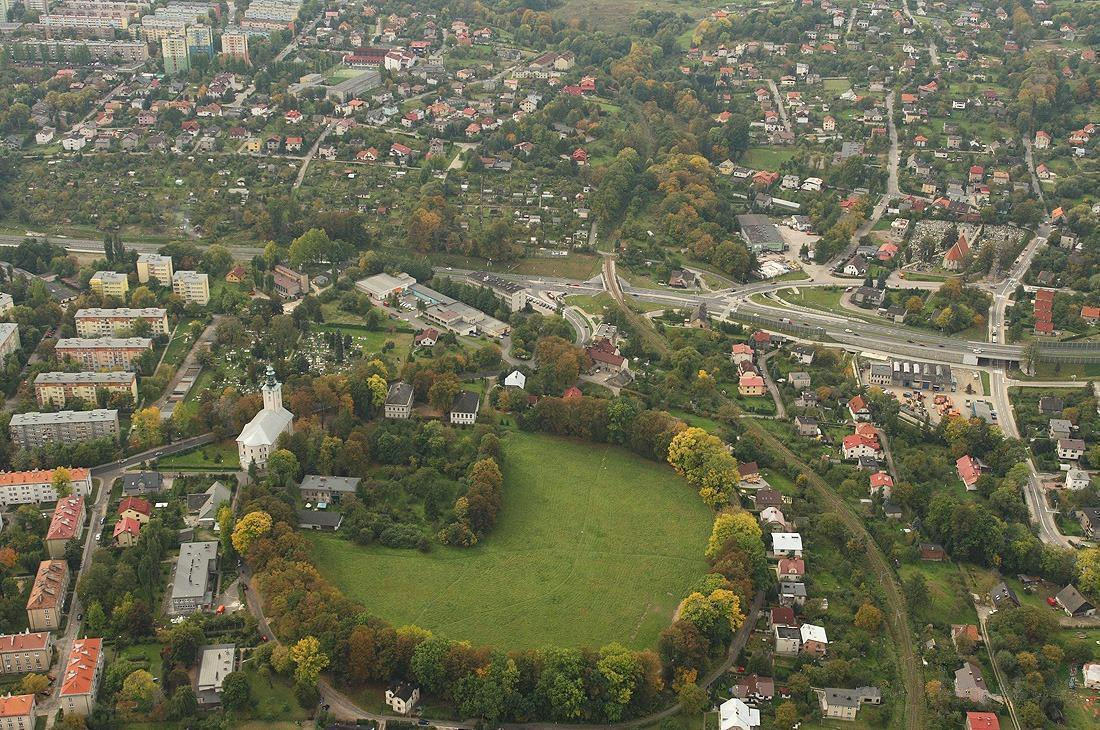
Hradiště ve Starém Bílsku

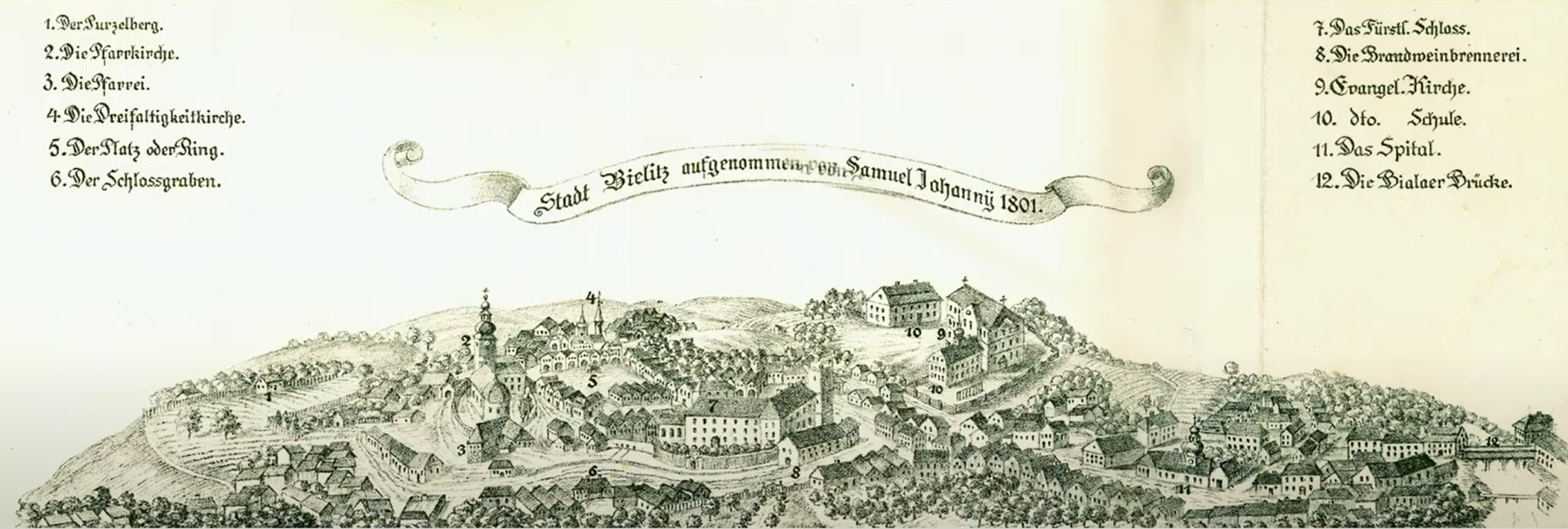
Panorama Bílska z roku 1801

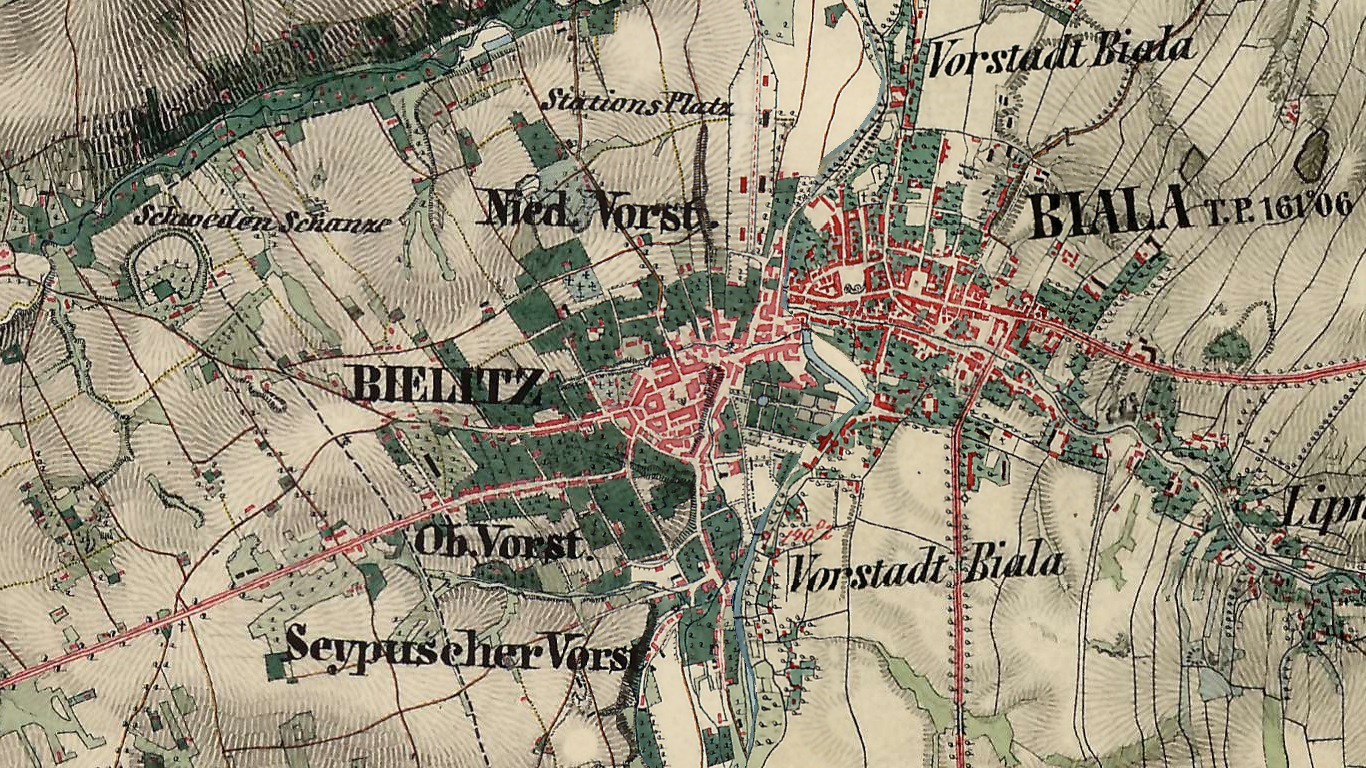
Bílsko a Bělá v roce 1855

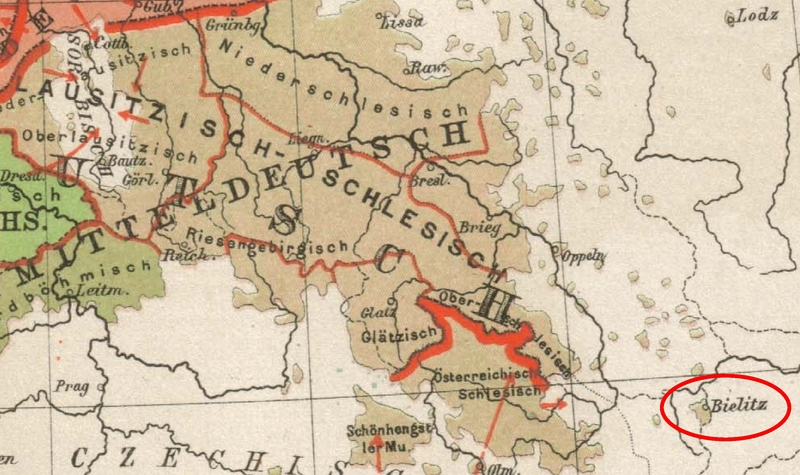
Bílský jazykový ostrov na mapě z Brockhausova lexikonu, 1894

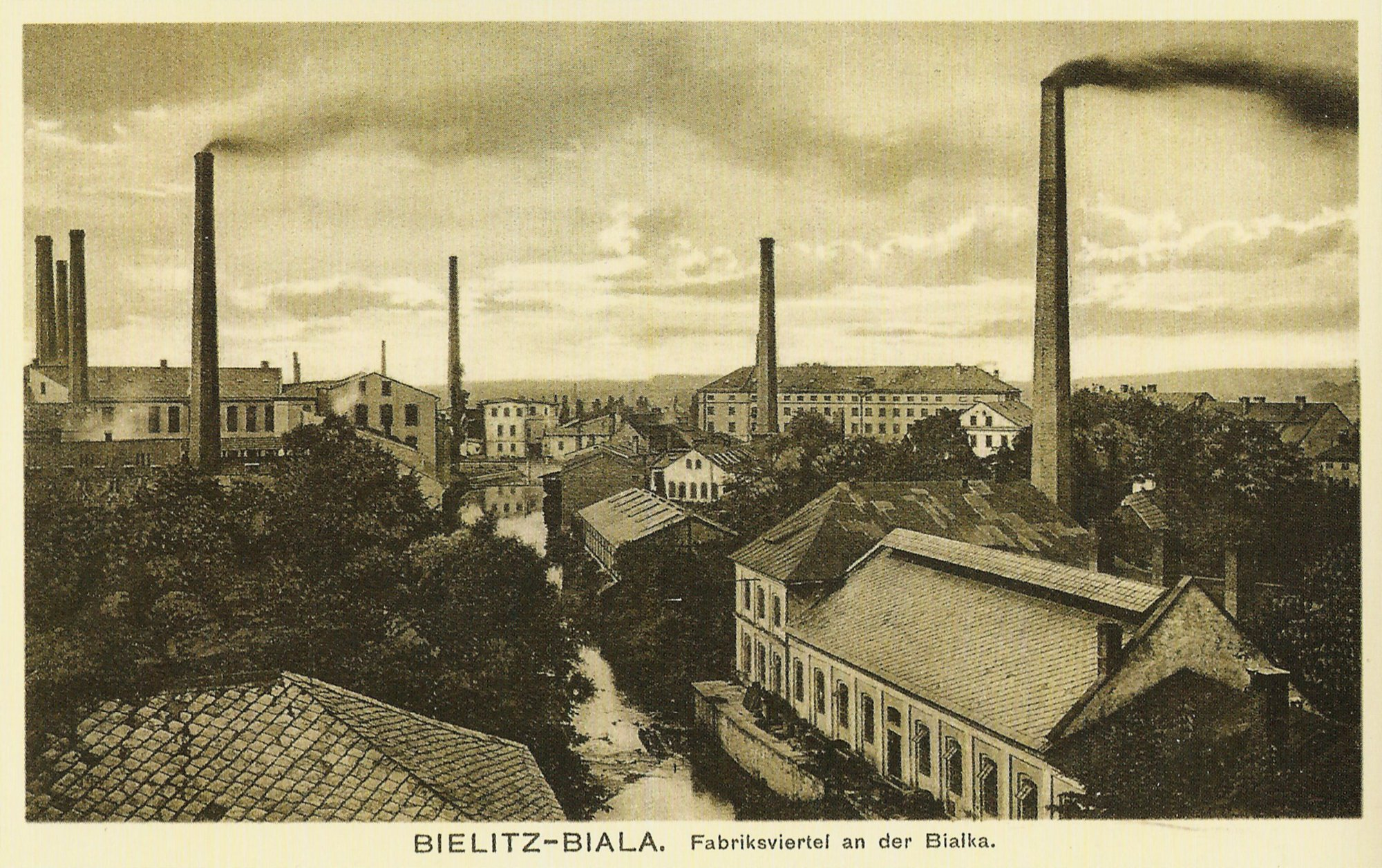
Továrny nad Bělou, 1915

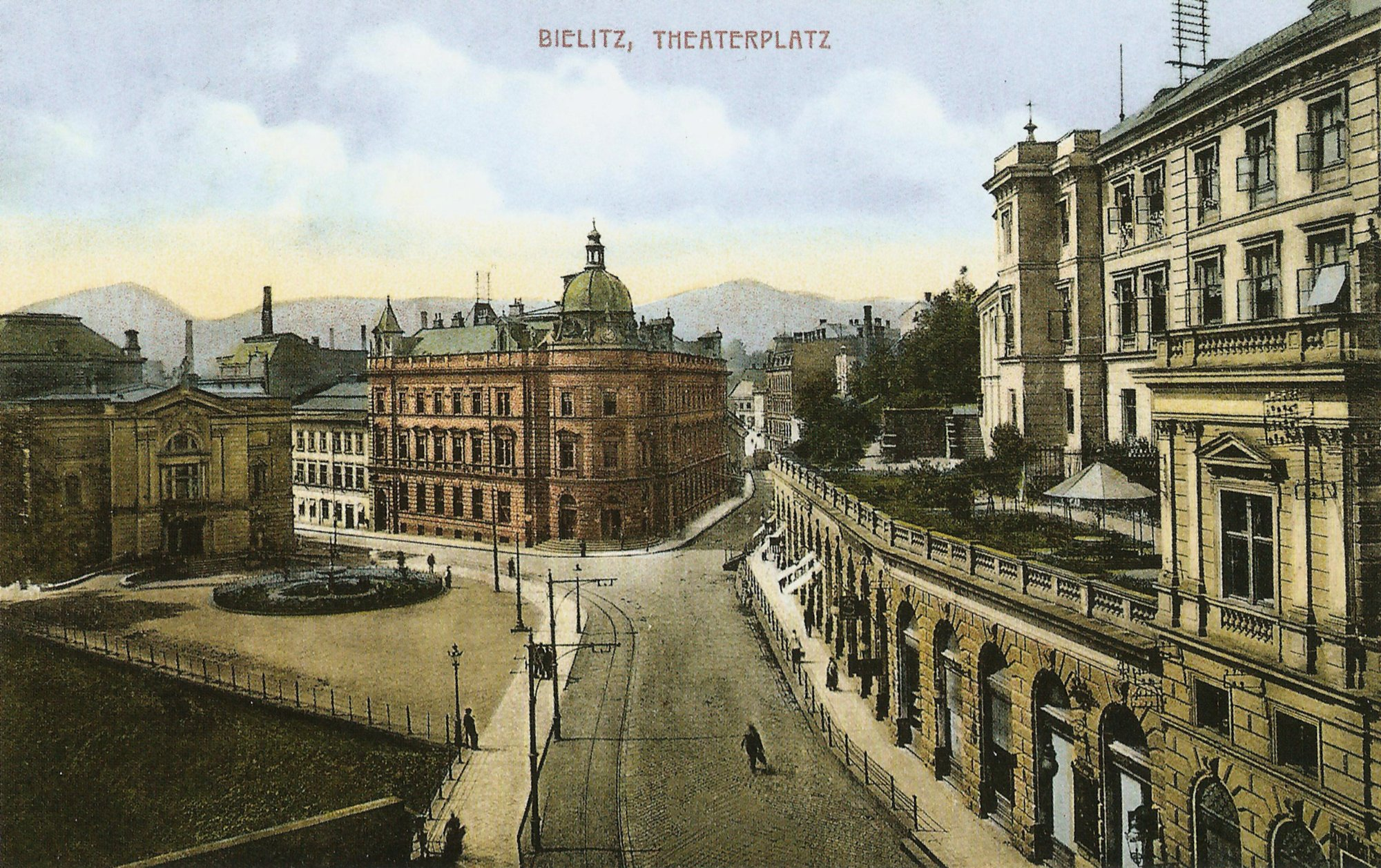
Divadelní náměstí, 1915

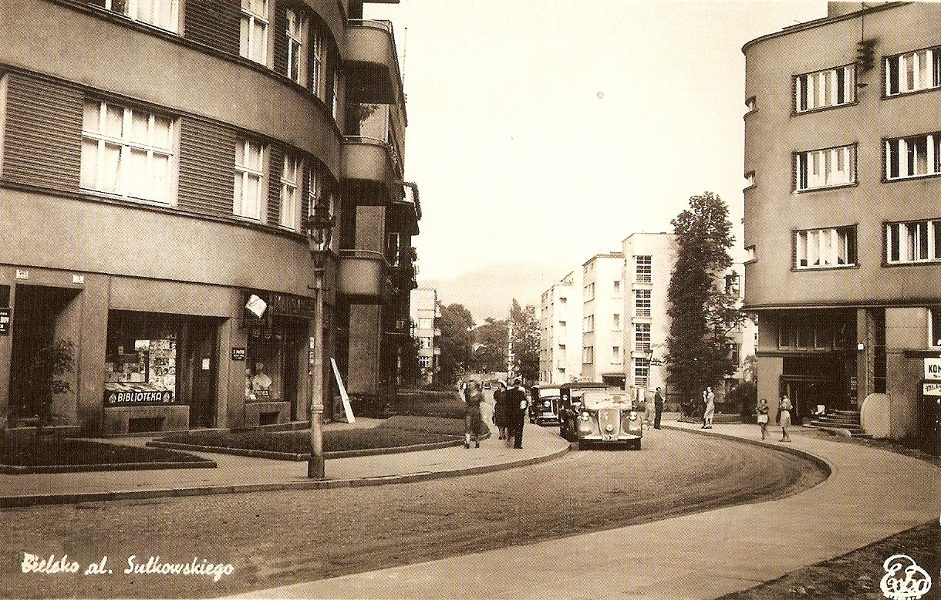
Sułkowského sady, 30. léta

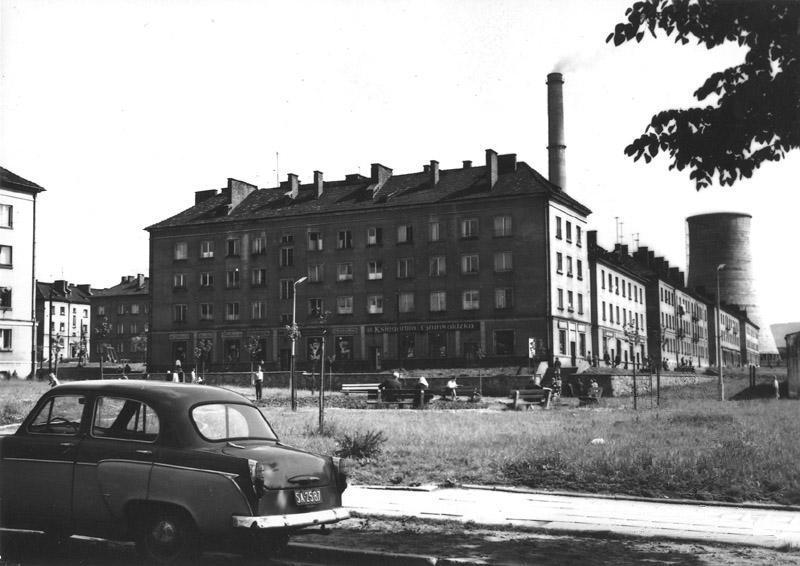
Grunwaldské sídliště, 60. léta

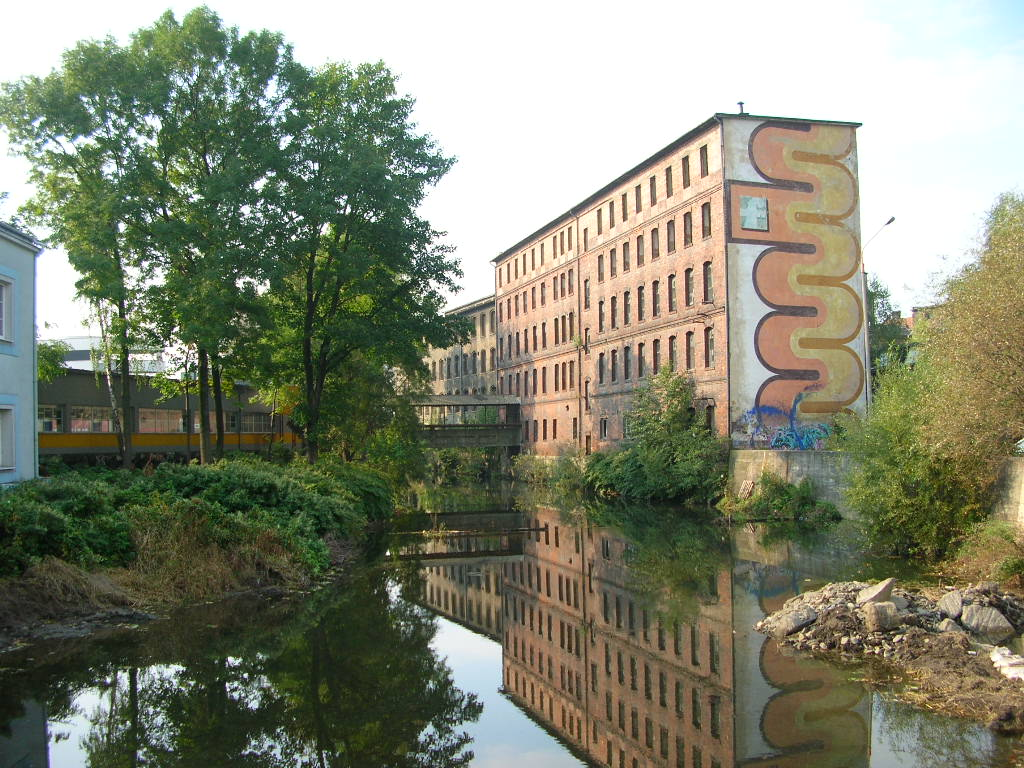
Opuštěná továrna Finex v 90. letech na místě, kde vzniklo nákupní centrum Galeria Sfera

První písemná zmínka o Bílsku jako o městě pochází z roku 1312. Objevuje se v listině vydané těšínským knížetem Měškem I. týkající se „darování věrným bílským měšťanům lesa mezi Kamenicí a Mikušovicemi“, jehož pozůstatkem je lesopark Cikánský les (Cygański Las). Založení města, odhadované k době okolo roku 1285, souvisí s osidlovací vlnou v rámci velké kolonizace. Na podnět těšínsko-ratibořských knížat se tehdy v jihovýchodní části Slezska usadili němečtí kolonisté, přičemž okolí Bílska bylo jedinou oblastí, kde postupem času nesplynuli s původním slovanským obyvatelstvem (viz Holasici), nýbrž vytvořili souvislý jazykový ostrov existující nepřetržitě do roku 1945. Ve 20. století k němu patřilo kromě Bílska a Bělé městečko Vilamovice (viz vilamovština) a deset okolních vesnic. Památkou dřívějšího slovanského osídlení je hradiště z 12. století v městské části Staré Bílsko.
V době založení města probíhala postupná integrace Těšínského knížectví existujícího samostatně od roku 1292 s Českým královstvím. Završilo ji složení lenního slibu českému králi Janu Lucemburskému knížetem Kazimírem I v roce 1327. Těšínsko spolu s Bílskem se na dalších 600 let stalo součástí zemí Koruny české. Zároveň došlo roku 1315 k rozdělení knížectví na část těšínskou a osvětimskou. Hranici mezi nimi vyznačovala řeka Bělá. Osvětimské knížectví bylo v roce 1457 prodáno polskému králi Kazimíru Jagellonskému, a tak se městem protékající řeka stala hranicí dvou monarchií.
Již od raného novověku byl osud Bílska nerozlučně spjat s textilní výrobou. Zdaleka nejvýznamnějšími řemeslnickými cechy ve městě byly cech soukenický (založený roku 1565) a tkalcovský. K dalším důležitým hospodářským odvětvím patřila keramická výroba, pivovarnictví a v neposlední řadě také obchod, který vzkvétal díky výhodné příhraniční poloze.
Na úrodnou půdu padlo v Bílsku 95 tezí Martina Luthera. Kníže Václav III. Adam přijal luteránství v roce 1545 a vzápětí vznikla v Bílsku nejsilnější protestantská obec na celém Těšínsku, jež roku 1587 získala privilegium na to, že se ve městě budou konat výhradně luteránské bohoslužby. Na bílském zámku působil Jiří Třanovský. Protestantský charakter si Bílsko podrželo i po třicetileté válce – po celou dobu protireformace se v okolních beskydských lesích konaly tajné luteránské bohoslužby (viz Lesní kostely v Beskydech) a záhy po vydání Tolerančního patentu císařem Josefem II. v roce 1781 vznikla na sever od historického jádra evangelická čtvrť s kostelem Spasitele, biskupským sídlem a školami. Jedná se o takzvaný Bílský Sijón, který dodnes zůstává centrem protestantské kultury s nadregionálním významem. V roce 1902 byl na Bílském Sijónu odhalen jeden z pouhých dvou pomníků Martina Luthera v celé rakouské monarchii (druhý se nachází v Aši) a dnes jediný v současném Polsku.
Byli to také právě bílští a obecně slezští protestanti prchající před náboženským pronásledováním, kdo se v 17. století na protějším – v té době polském – břehu řeky zasloužili o rozvoj Bělé, původně malé tkalcovské osady spadající pod vesnici Lipník, v níž se k roku 1560 zmiňuje třináct domů. V roce 1723 byla povýšena na město. Obdobná etnická (převaha německojazyčného obyvatelstva), náboženská (luteránství) a ekonomická (textilnictví) struktura přály blízkým vztahům mezi Bílskem a Bělou nehledě na jejich odlišnou státní příslušnost. Navíc Bělá vznikla přímo na druhém břehu nevelké řeky, takže obě města vždy tvořila jeden urbanistický celek. V roce 1772 byla Bělá jako součást Haliče připojena v důsledku prvního dělení Polska k habsburské monarchii. Řeka se od té doby stala hranicí mezi dvěma rakouskými korunními zeměmi (Těšínsko, Opavsko, Krnovsko a ostatní zbytky Slezska ponechané Habsburkům po slezských válkách spolu tvořily Rakouské Slezsko).
Ten samý Václav III. Adam, který zavedl na Těšínsku luteránství, zřídil v roce 1572 samostatné bílské stavovské panství a prodal je Karlu Promnitzovi. Dalšími majiteli byli Adam Schaffgotsch (1582–1592), uherští Sunneghové (1592–1724), hrabě Jindřich Solms (1724–1743) a pak Fridrich Vilém Haugwitz, jenž roku 1751 dosáhl povýšení stavovského panství na knížectví císařovnou Marií Terezií. O rok později jej odkoupil Alexandr Josef Sułkowski, čímž začalo až do roku 1944 trvající panování Sułkowských na bílském zámku.

### 19. století
Rok 1806, kdy byly v osmi zdejších manufakturách poprvé uvedeny do provozu spřádací stroje, je považován za začátek průmyslové revoluce ve dvojměstě. Během 19. století se bílsko-bělská oblast stala jedním ze tří hlavních středisek textilního průmyslu v Rakousko-Uhersku, vedle Brna a Liberce. Druhé nejrozšířenější odvětví představoval strojírenský průmysl. Tovární haly a komíny, roztroušené po celém městě, se staly neodmyslitelnou součástí panoramatu Slezského Manchesteru, jak Bílsko začalo být nazýváno.
Druhá polovina 19. století bývá označována za zlatý věk Bílska a Bělé. Vedle továren vyrůstaly honosné vily bohatých továrníků, přepychové měšťanské domy a veřejné budovy (městské divadlo, pošta, radnice a další) inspirované Vídní, na což odkazuje dodnes populární slogan Malá Vídeň. Největší zásluhu na architektuře přelomu 19. a 20. století, jež dotváří charakter Malé Vídně, nesou místní architekti Karl Korn, Emanuel Rost st. a Emanuel Rost ml. Regulační plán připravil roku 1899 věhlasný vídeňský urbanista Max Fabiani. V roce 1855 byla dostavena odbočka Severní dráhy císaře Ferdinanda z Dědic do Bílska, potom prodloužená do Żywce a napojená na trať do Čadce (s 268 m dlouhým tunelem pod středem města). Roku 1888 došlo k otevření Moravsko-slezské dráhy měst z Kojetína přes Frýdek, Těšín, Bílsko, Bělou a dále směrem na Wadowice a Krakov. V prosinci 1895 byla v Bílsku zprovozněna druhá nejstarší síť elektrické tramvaje v českých zemích (po Teplicích). Pětikilometrová trať spojila vlakové nádraží s Cikánským lesem, který se mezitím proměnil v lesopark po vzoru Vídeňského lesa a v jeho okolí byla vystavěna řada letních vil zámožných obyvatel.
Prudký rozvoj průmyslu se neodrážel na nárůstu počtu obyvatel, a to hlavně kvůli rozhodnutí místních elit odmítajících připustit příliv dělnického a neněmeckého živlu. Většina pracujících v bílsko-bělském průmyslu dojížděla či docházela z okolních a vzdálenějších vesnic, z nichž ty ležící v bezprostřední blízkosti obou měst (Lipník, Kamenice) samy postupně získávaly městský charakter. Dělnické kolonie, typické pro Ostravsko či katovickou aglomeraci, si v Bílsku své místo moc nenašly. Nebylo také vyhověno opakovaným peticím o připojení Bělé i s okolím – německé enklávy v Poláky ovládané Haliči – k Rakouskému Slezsku.

### 1. polovina 20. století
Tváří v tvář rozpadu rakousko-uherské monarchie se zastupitelstva obou měst přihlásily k mezinárodně neuznané Republice Německého Rakouska. 13 listopadu 1918 vkročila do Bělé polská vojska a město se spolu s celou Haličí stalo součástí Polska. Náleželo potom ke krakovskému vojvodství. Území Těšínska, včetně Bílska, bylo předmětem československo-polského sporu. Bílští podporovali spíše Československo, jelikož v něm viděli jednak jakési pokračování rakousko-uherských poměrů, jednak stát s výrazně větším zastoupením německé národnosti. Přesto byl nakonec region rozhodnutím Konference velvyslanců v červenci 1920 rozdělen a jeho východní část s Bílskem připojena k Polské republice jako součást autonomního Slezského vojvodství.
Meziválečné období uběhlo ve znamení nových investic (mj. letiště Alexandrovice) a funkcionalistické architektury (např. luxusní obytná čtvrť Sułkowského sady vystavěná na místě zámecké zahrady), zavedení autobusové dopravy (1927), připojení k Bělé (přejmenované na Krakovskou Bělou) v roce 1925 několikanásobně větší obce Lipník a k Bílsku v roce 1938 Alexandrovic, ale také národnostních svárů. Příliv polských úředníků a učitelů zvýšil podíl polského obyvatelstva (v Bělé více než v Bílsku), nicméně města si nadále uchovávala převážně německý ráz a ve 30. letech se projevila jako centrum německého fašismu v tehdejším Polsku. Právě v Bílsku sídlila Jungdeutsche Partei in Polen (Mladoněmecká strana v Polsku), obdoba sudetských henleinovců. Její vůdce Rudolf Wiesner působil pak během nacistické okupace jako starosta Bílska, k němuž byla poprvé administrativně připojena i Bělá jakožto městská část Bielitz-Ost (Bílsko-východ).
Rudá armáda obsadila Bílsko 10. února 1945. Odsunuté Němce nahradili zčásti Poláci vysídlení z ukrajinských oblastí východní Haliče postoupených Sovětskému svazu, zčásti přistěhovalci z přelidněného Malopolska (západní Haliče) a polského vnitrozemí. Zpočátku byly obnoveny předválečné hranice, včetně rozdělení Bílska a Bělé mezi slezské, resp. katovické, a krakovské vojvodství, ale už k 1. lednu 1951 došlo k opětovnému  a tentokrát trvalému spojení obou měst pod názvem Bílsko-Bělá. Nový správní útvar čítal 55 tisíc obyvatel a byl přičleněn ke Katovickému vojvodství.

### Po roce 1945
Komunistická éra se vyznačovala hlavně dalším rozvojem průmyslu. V roce 1948 vznikla továrna na automobilové motory WSM, na jejíž bázi byly roku 1971 zřízeny automobilové závody FSM, kde se licenčně vyráběl Fiat 126 („Polski Fiat“ zvaný Maluch), jeden z novodobých symbolů Bílska-Bělé. Obrovský průmyslový komplex na sever od městského centra zapříčinil prudký nárůst obyvatelstva o 57 tisíc během deseti let, ze 106 200 v roce 1970 na 163 741 v roce 1980. Také na konci 40. let byl při alexandrovickém letišti na bázi předválečných dílen založen Kluzákový zkušební ústav (Szybowcowy Zakład Doświadczalny) a v následujících desetiletích se Bílsko-Bělá stalo významným střediskem letecké výroby v Polsku. Nadále si však dominantní postavení udržoval textilní průmysl. Jednotlivé továrny byly sloučeny do několika velkých státních podniků: Bewelana, Bielska Dzianina, Finex, Krepol, Lenko, Merilana, Relana, Rytex, Wega, Weldoro a Welux. V oblasti strojírenství patřily k největším Apena, Befama a Indukta. Generální stávka v lednu 1981 zahájená dělníky z Bewelany je označována za největší úspěšný politický protest Solidarity. Stávkující přiměli k odstoupení primátora, krajského hejtmana, a také krajského a městského tajemníka komunistické strany.
Pro zaměstnance bílského průmyslu byla postavena řada nových sídlišť – v 50. a 60. letech Grunwaldzkie ve stylu socialistického realismu a sídliště podél ulice Piastovské, v 70. a 80. letech pak panelové komplexy Złote Łany, Karpackie, Beskidzkie, Wojska Polskiego a zvláště pro pracovníky kluzákového ústavu Polskich Skrzydeł (Polských křídel). W roce 1968 se součástí Bílska-Bělé staly obce Kamenice a Mikušovice, v roce 1973 Straconka a roku 1977 byly přičleněny Vápenice, Staré Bílsko, Komorovice a Hałcnów, čímž město nabylo víceméně současné podoby. Stinnou stránkou rozrůstání Bílska-Bělé byly necitlivé zásahy do zástavby, především proražení průtahu historickým centrem a demolice Podhradí (1972–1974). K dubnu 1971 byla zrušena tramvajová doprava nahrazená výlučně autobusy.
V roce 1947 bylo založeno Studio kreslených filmů, ze kterého vzešly slavné pohádkové postavičky Rexíka nebo Bolka a Lolka, další novodobé symboly Bílska-Bělé. Mezinárodního úspěchu dosáhlo také Loutkové divadlo Banialuka a jím od roku 1966 pořádaný Mezinárodní festival loutkového umění.
Mezi lety 1975 až 1998 bylo Bílsko-Bělá hlavním městem samostatného Bílského vojvodství, k němuž patřila většina polského Těšínska a jihozápadní Malopolsko (okres Żywiec, okres Osvětim, okres Wadowice, okres Sucha Beskidzka). Pro jeho území se vžilo označení Podbeskydí (Podbeskidzie), které je dodnes populární mezi Bílskými („Bílsko-Bělá – hlavní město Podbeskydí“), ovšem jinde bývá odmítáno jakožto umělý výmysl, jímž se leckdo pokouší nahradit tradiční zeměpisné a národopisné pojmy.
Ekonomická transformace po roce 1989 uvrhla průmyslové město do závažné sociální krize. Nejsilněji postižen byl textilní průmysl, který z města téměř zmizel. Automobilka FSM odkoupená Fiatem omezila výrobu v Bílsku-Bělé na montážní díly a podsestavy. Dezolátní stav historického jádra a jeho ráz sociálně vyloučené čtvrti na sklonku 90. let byl nejvýstižnějším symbolem úpadku. Postupná revitalizace zahájená v roce 2003 se naopak stala výrazným znamením změn a obrody města. Roku 2001 byla na základě bílské pobočky Lodžské technické univerzity zřízena Technicko-humanitní akademie (Akademia Techniczno-Humanistyczna) – veřejná vysoká škola univerzitního typu. Mezi lety 2000 až 2009 vzniklo na místě bývalých textilních závodů Finex a Lenko obří nákupní a zábavní centrum Galeria Sfera – zajímavý architektonický prvek na břehu řeky Bělé, ale zároveň moloch vysávající obchod a služby z městského centra, především z hlavní pěší zóny, ulice 11. listopadu.
Během první a druhé dekády 21. století se městu sice podařilo vrátit se na cestu ekonomické prosperity (dlouhodobě nízká nezaměstnanost, vysoké pozice v žebříčcích atraktivnosti pro byznys atd.), mnohem hůř se ale vzpamatovalo ze ztráty statusu vojvodského města. Je pro něj příznačná jistá provinčnost a potýká se se slabou přítomností jako velké město v širokém povědomí veřejnosti („Bílsko-Bělá nedaleko Těšína“). Výrazným problémem zůstává špatná kvalita městské a regionální veřejné dopravy (zrušení železničního spojení s Těšínem v roce 2009, rozmach soukromých minibusů apod.), s níž souvisí vysoký podíl osobní automobilové dopravy, a také odliv obyvatelstva v důsledku suburbanizace.

## Památky a turistické zajímavosti

### V centru

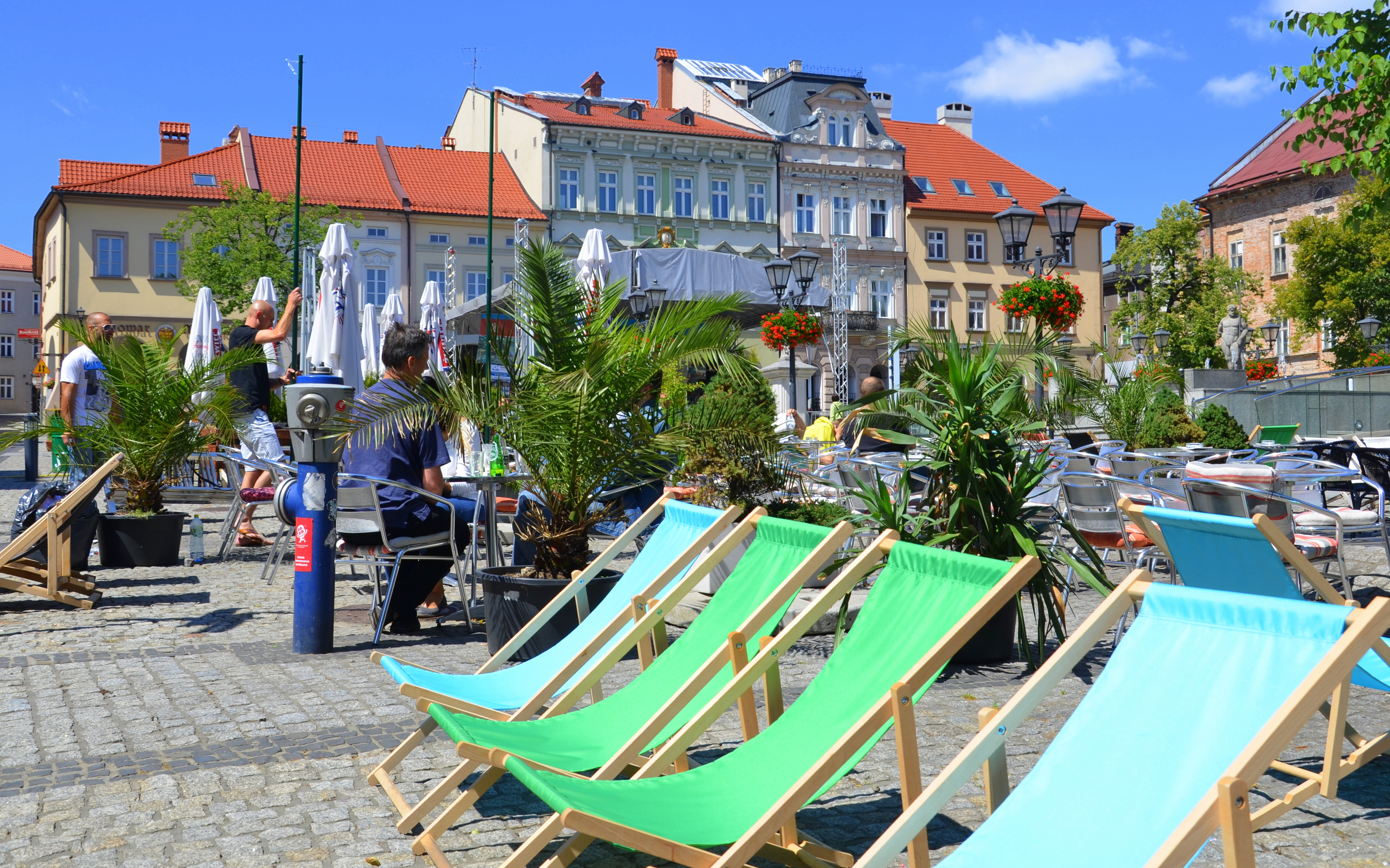
Rynek (Staroměstské náměstí)

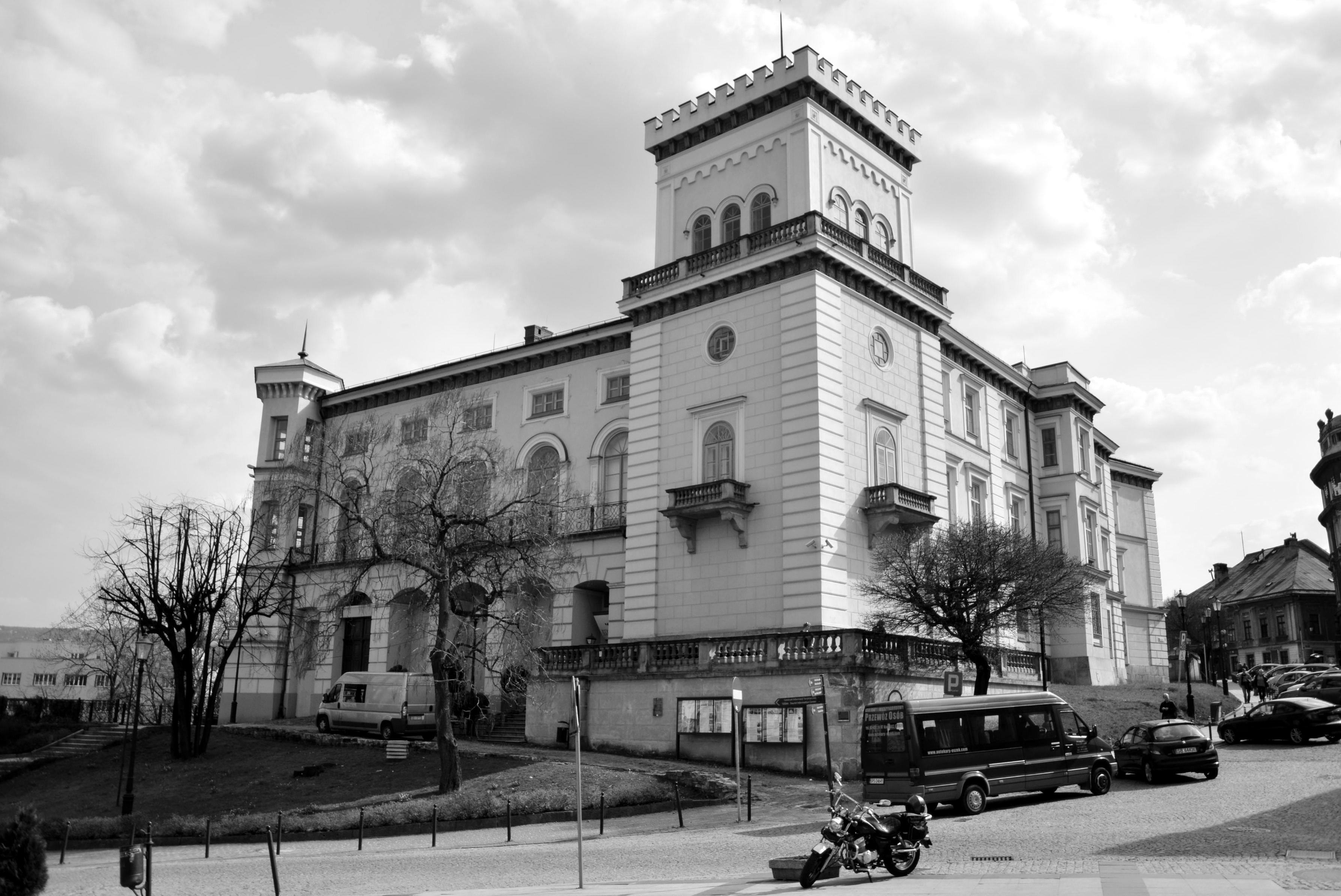
Zámek

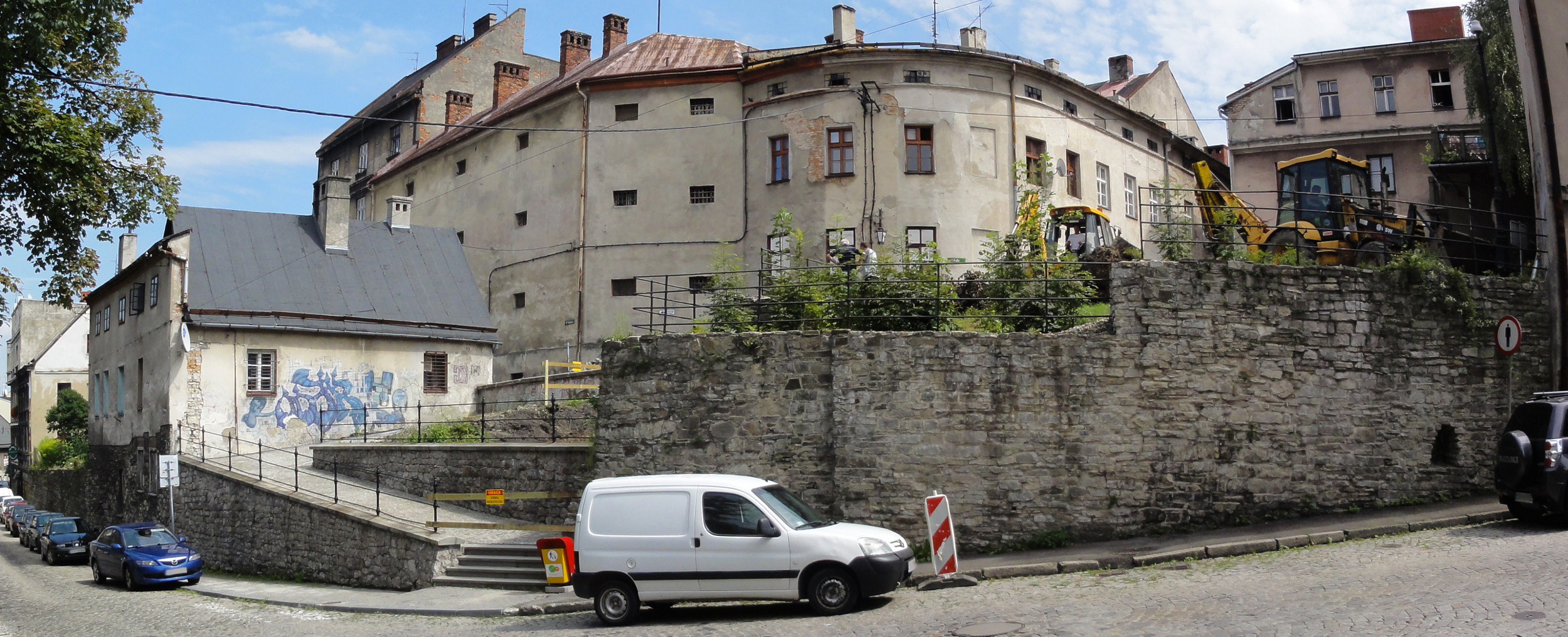
Pohled na hradby a bývalou šatlavu od ulice Orkana

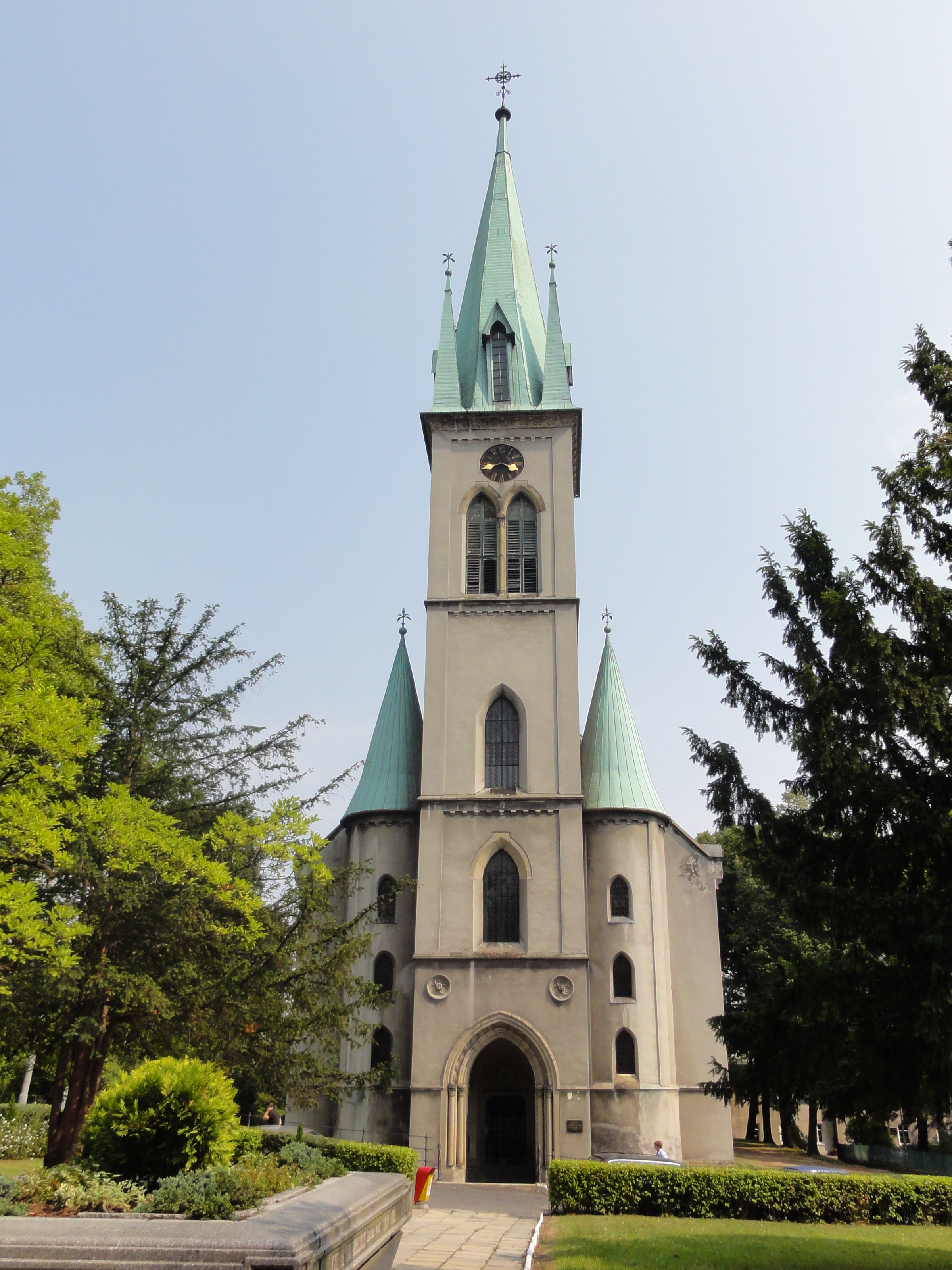
Evangelický kostel Spasitele

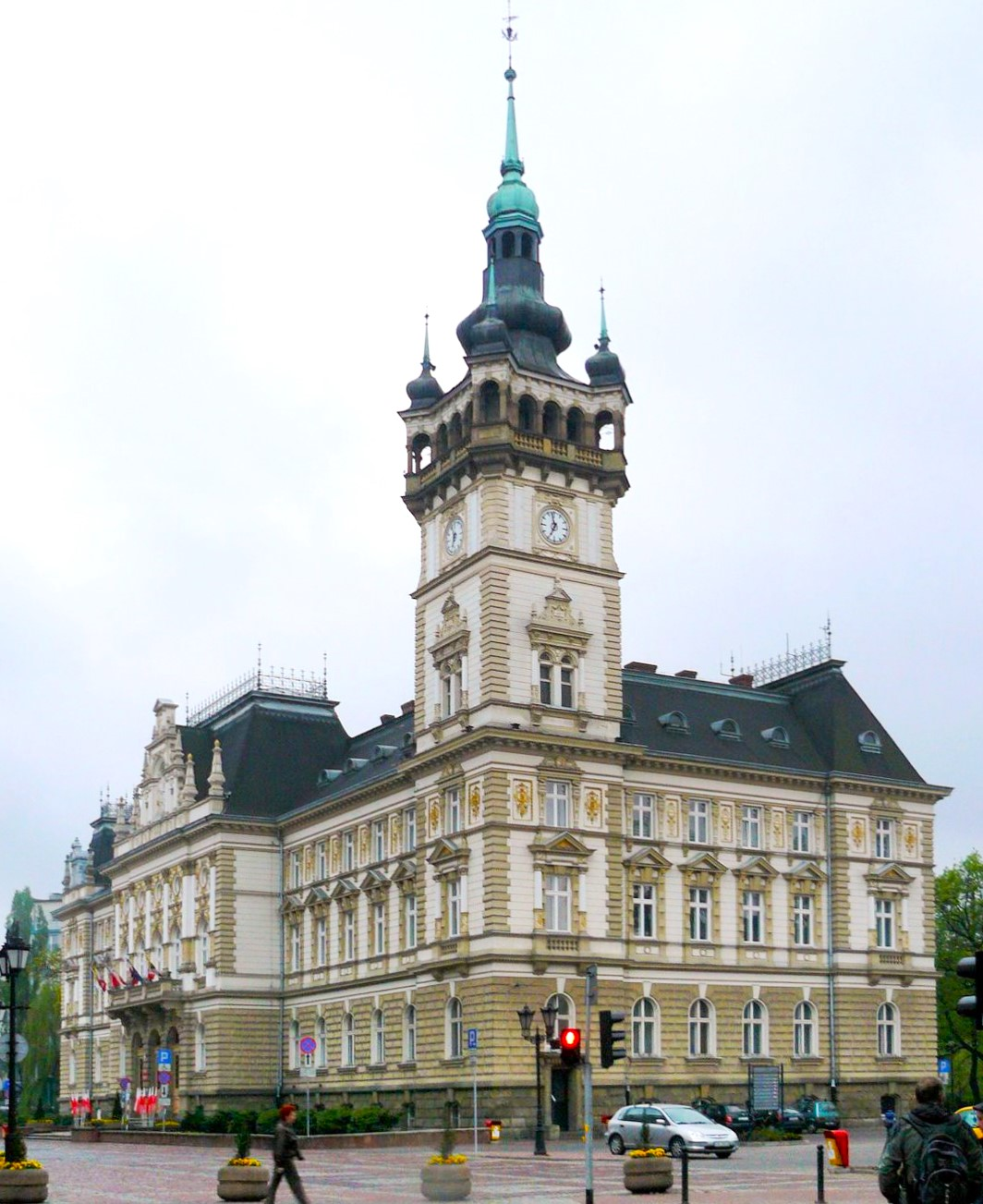
Radnice

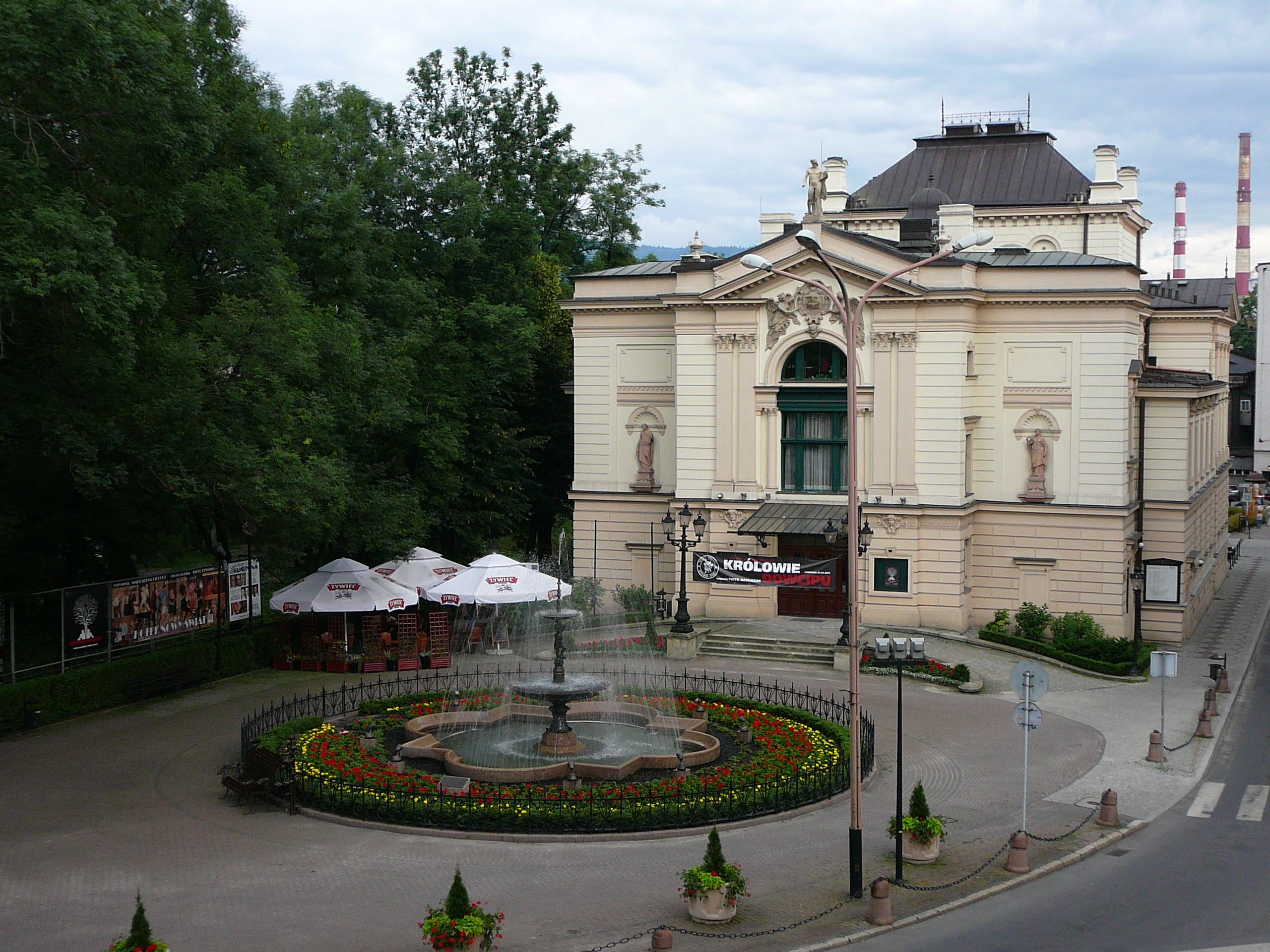
Městské divadlo

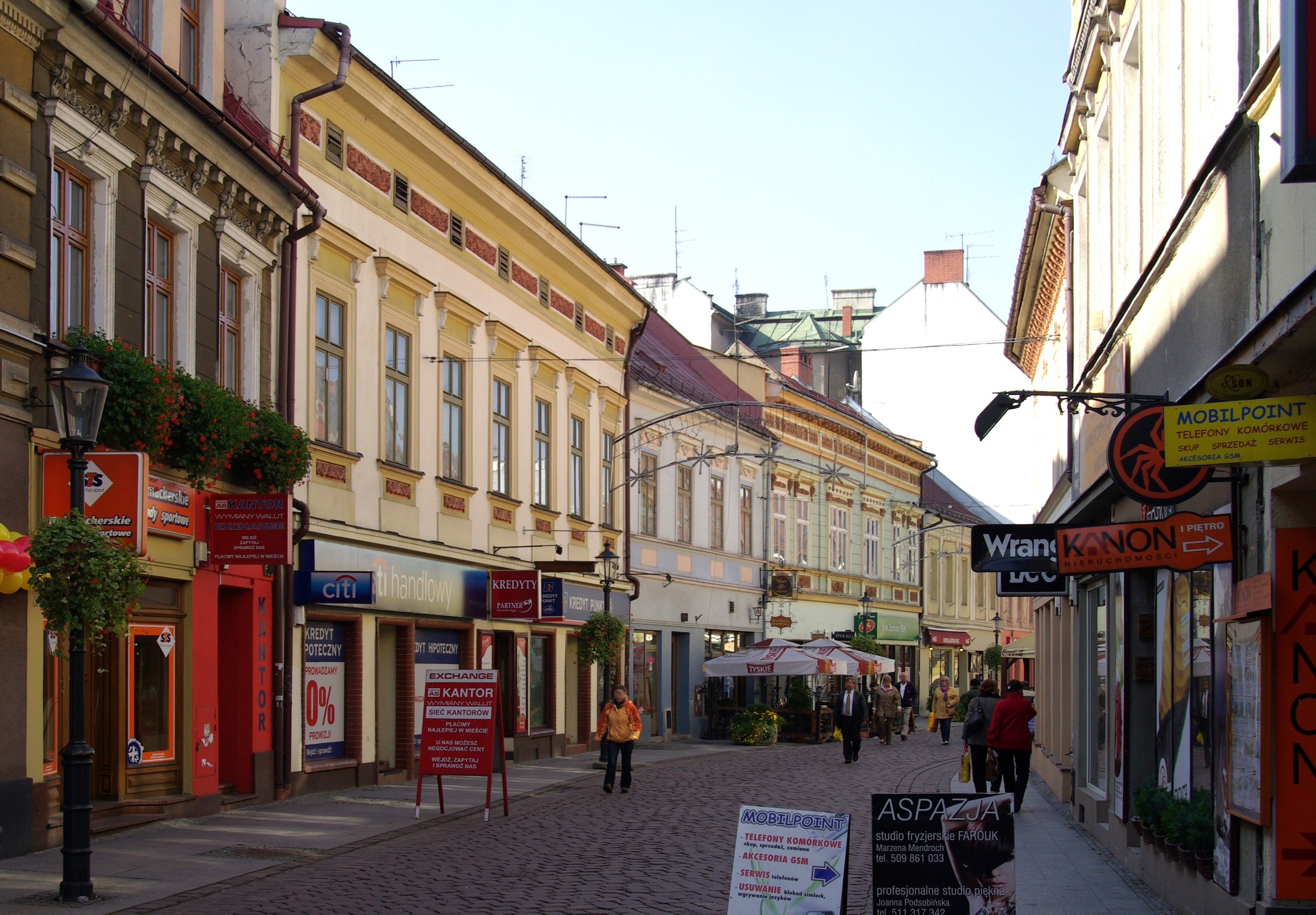
Josefinská zástavba ulice 11. listopadu

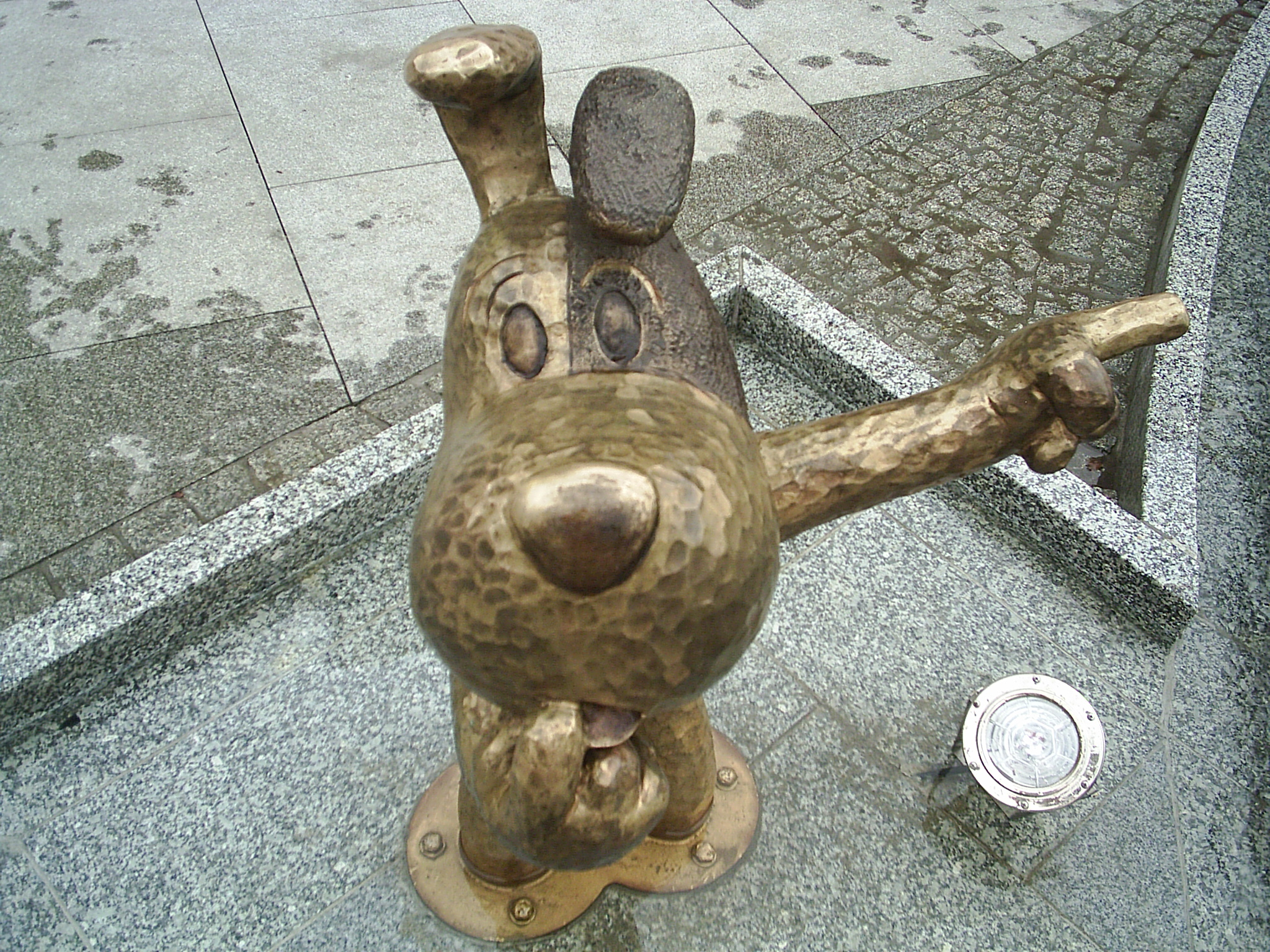
Rexík

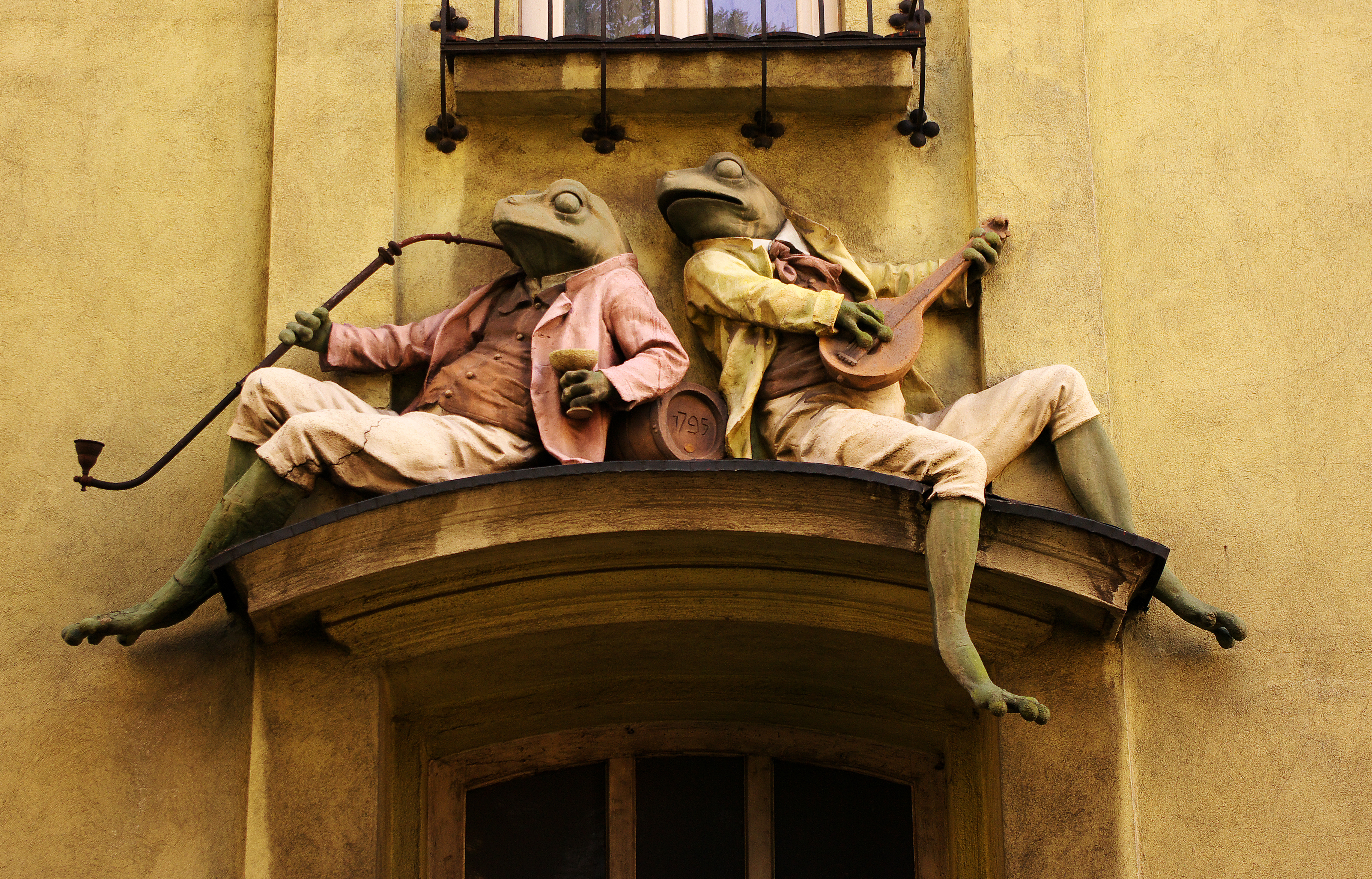
Dům u žáb

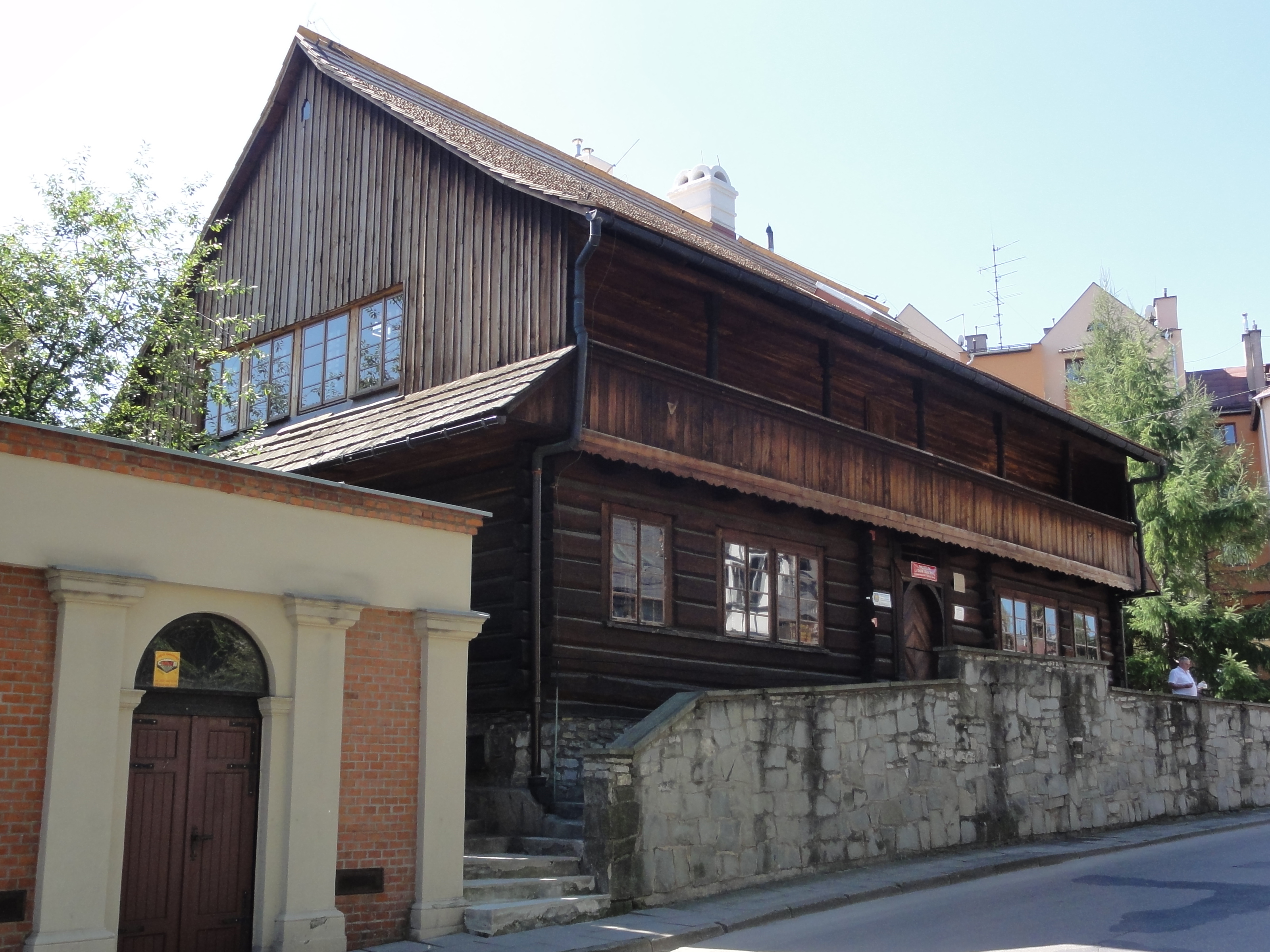
Tkalcovský dům

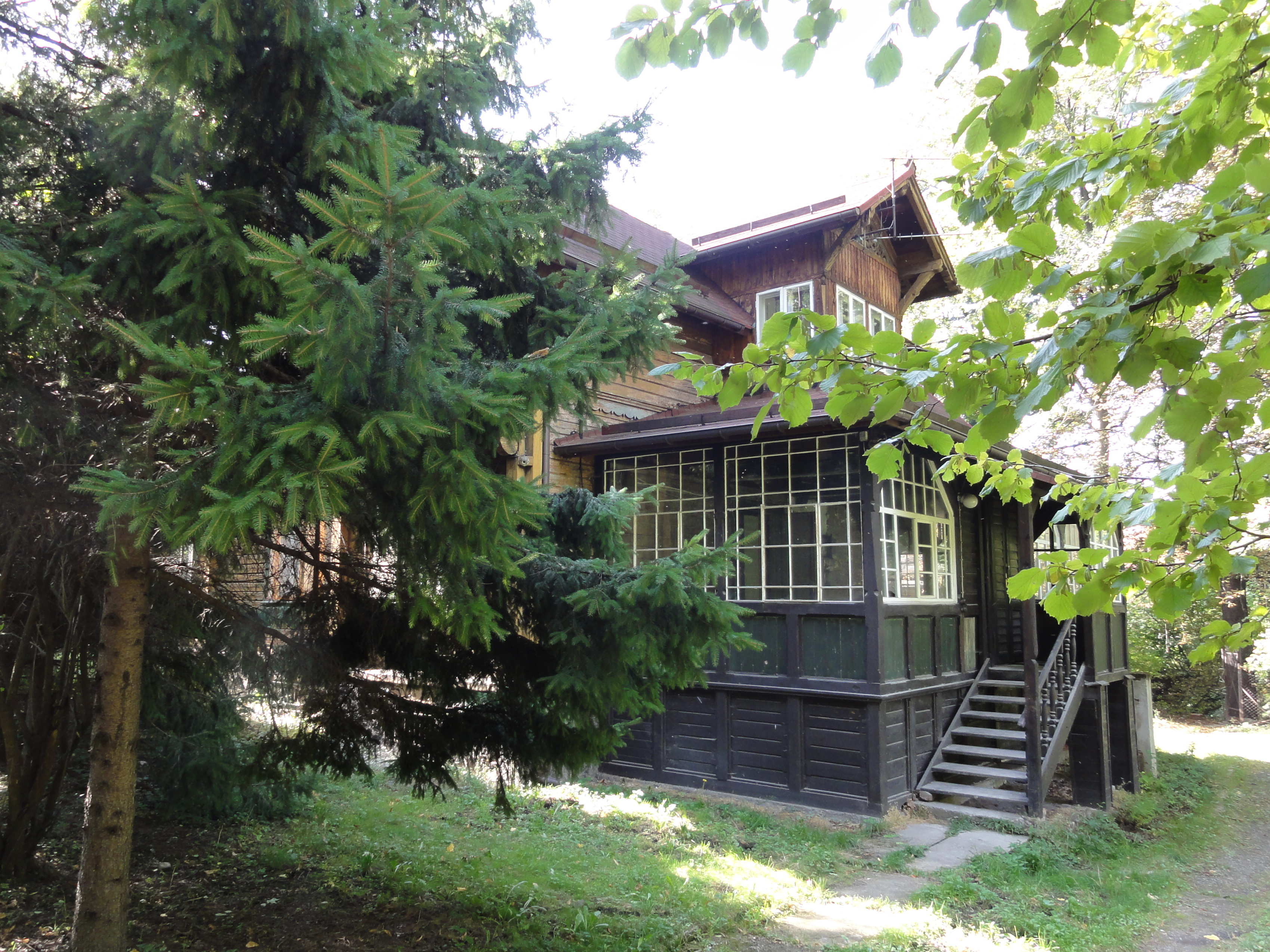
Vila v alpském stylu v Olšavce

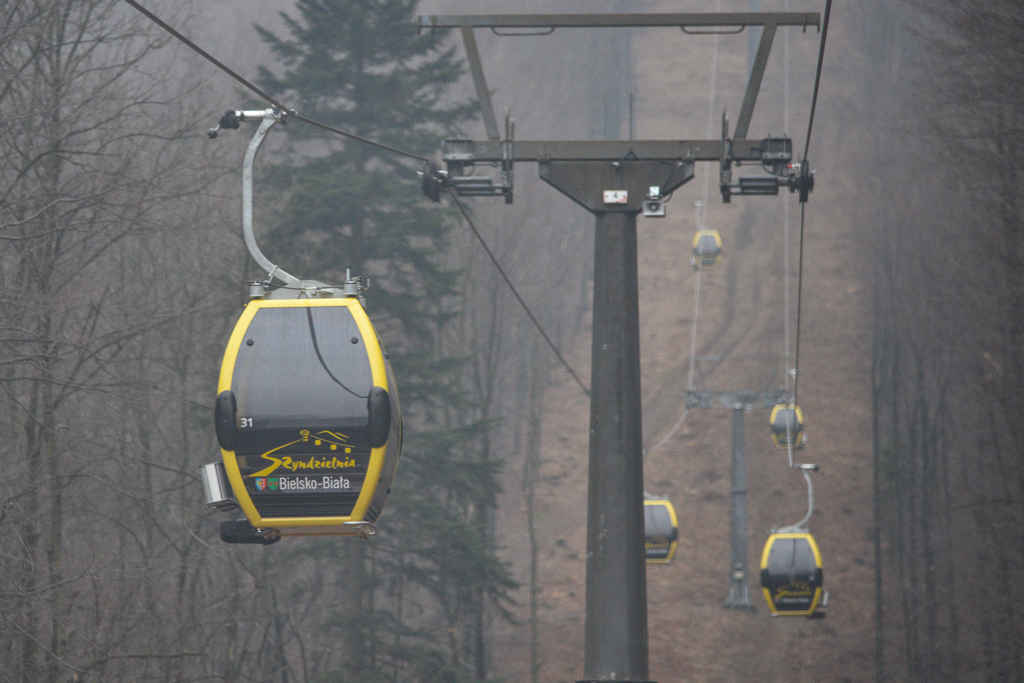
Lanovka na Szyndzielniu

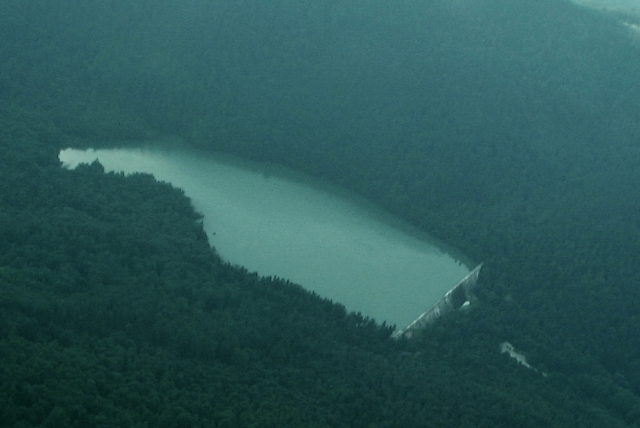
Vápenická přehrada

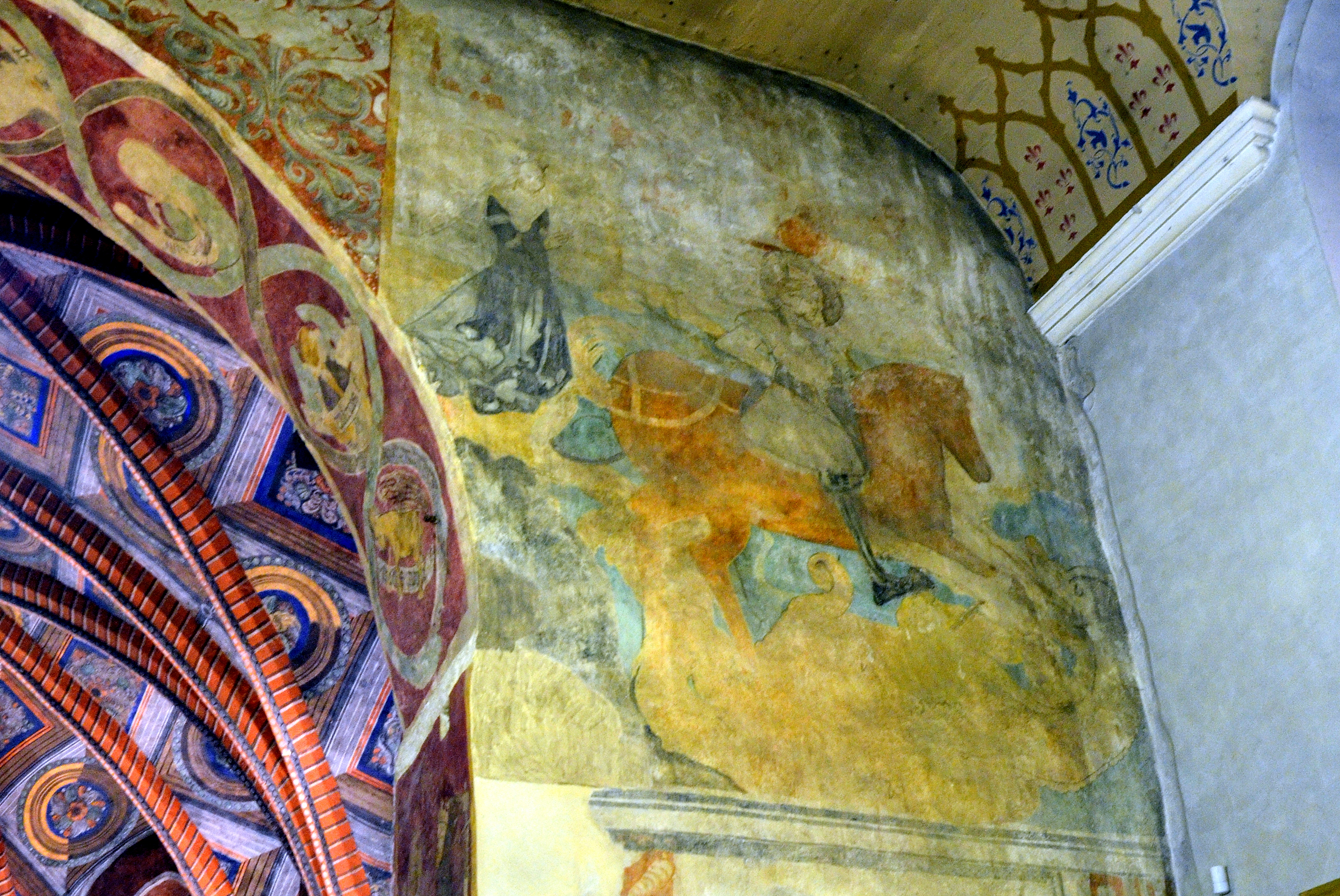
Gotické malby v kostele svatého Stanislava

- Staré Město, historické jádro Bílska na Městském kopci; má pro slezská města typický oválný půdorys s pravidelnou uliční sítí, rozbíhající se ze čtyř rohů obdélného náměstí (Rynku); převládá zde dobře zachovaná pozdněbarokní a klasicistní zástavba z 18. století a první poloviny 19. století; od roku 2003 prováděná revitalizace navrátila dříve zchátralému Starému Městu povahu turistické atrakce a středobodu kavárensko-hospodského života;
  - Bílský zámek, původně hraniční strážní hrad těšínských Piastovců ze 14. století, později sídlo bílských pánů a knížat; do současné eklektické podoby přestavěný Sułkowskými mezi lety 1855 až 1864; sídlí zde Městské muzeum s expozicemi věnovanými dějinám a etnografii Bílska-Bělé, starému, modernímu a současnému umění, a také rodině Sułkowských; část jich se nachází v zachovaných historických interiérech z dob posledních majitelů;
  - Katedrála sv. Mikuláše, původně farní katolický kostel, od roku 1992 katedrála bílsko-żywiecké římskokatolické diecéze; zachovaný barokní interiér kontrastuje s raně modernistickým průčelím od krnovského architekta Leopolda Bauera (1909–1912); 61 metrů vysoká věž má připomínat italské kampanily;
  - Ulice Schodowa (Schodová), nejmalebnější zákoutí Starého města, ulička v podobě úzkého klikatého schodiště spojujícího nám. Świętego Mikołaja (sv. Mikuláše, u katedrály) s nám. Żwirki i Wigury, oblíbené místo umělců;
  - Soukromé muzeum literatury Władysława Reymonta (Pankiewicza 1), muzeum a pracovna místního podivína Tadeusze Modrzejewského, který v roce 1989 odešel ze zaměstnání, aby zasvětil svůj život ručnímu přepisování za světla svící děl polského nobelisty Władysława Reymonta, podle svých slov hnaný samotným spisovatelem, který ho navštěvuje ve snech a se kterým ho pojí zvláštní magické pouto; muzeum nemá pravidelnou otevírací dobu (dle přítomnosti Modrzejewského) a platí zde dobrovolné vstupné;
  - Náměstí Chrobrego (Chrabrého), zvané Pigalle, centrální bod města a místo srazů s kašnou, charakteristickým barokním domem Kalužy, vyhlášenou cukrárnou-zmrzlinárnou Delicje a funkcionalistickou bankovní budovou z roku 1938, ve které najdeme dobovou vitráž znázorňující panorama města;
  - Zbytky vnějších městských hradeb, vybudovaných po roce 1521 kvůli tureckému ohrožení, podél ulic Orkana, Waryńskiego a Zamkowa;
- Bílsky Sijón (plac Lutra), evangelická čtvrť založená na sever od historického jádra po vyhlášení tolerančního patentu v roce 1781;
  - Kostel Spasitele, sídelní kostel těšínské evangelické diecéze, do nynější novogotické podoby přestavěný v letech 1881–1882 podle plánů Heinricha von Ferstela;
  - Pomník Martina Luthera z roku 1902, jeden ze dvou v někdejším Rakousko-Uhersku a jediný v dnešním Polsku;
  - Studna pastorů, památník se jmény čtyř významných bílských pastorů: Jana Jiřího Schmitze, Karla Samuela Schneidera, Lukase Wencelia a Jiřího Třanovského;
  - Dům těšínských biskupů, původně nová evangelická škola z roku 1794;
  - Starý evangelický hřbitov, na němž odpočívá řada zasloužilých občanů města, kteří zemřeli mezi lety 1833 až 1911;
  - Budovy škol vedených Evangelickým školním spolkem Mikuláše Reje (Ewangelickie Towarzystwo Szkolne im. Mikołaja Reja): Vysoká škola administrativy (někdejší chlapecká škola a učitelský seminář, 1865), Základní škola č. 2 (někdejší dívčí škola, 1896) a Gymnázium Mikuláše Reje (někdejší Lauerbachovo alumneum, tj. internát, 1870);
  - Novostavba nakladatelství Augustana, oficiálního nakladatelství Církve evangelicko-augsburské v Polsku;
- Architektura „Malé Vídně“ z přelomu 19. a 20. století:
  - Radnice (plac Ratuszowy), monumentální novorenesanční stavba dokončená roku 1897 Emanuelem Rostem ml. po vzoru radnice vídeňské městské části Währing; původně v ní byly umístěny magistrát, spořitelna, policie s věznicí, Občanské sdružení a muzeum města Bělé, v posledním patře navíc úřednické byty, v současnosti zde sídlí primátor, zastupitelstvo města a část odborů městského úřadu;
  - Městské divadlo (Teatr Polski, 1 Maja 1), novorenesanční stavba z roku 1890 od vídeňského architekta Emila von Förstera, později přestavěná ateliérem Fellner a Helmer;
  - Hlavní pošta (1 Maja 1), zaoblená nárožní budova z roku 1898, podle podobného projektu vznikly poštovní budovy mj. v Krakově a Lublani;
  - Pasáž Městské spořitelny, soubor budov mezi nám. Chrobrego a nám. Smolki, skládá se ze tří částí: původní novorenesanční budovy od místního architekta Karla Korna z roku 1889 (naproti zámku), raně moderního domu od Maxe Fabianiho, který v době vzniku (1901) patřil k nejmodernějším stavbám ve městě a vyvolával řadu kontroverzí (na rohu nám. Smolki a ul. Wzgórze), a secesní pasáže postavené mezi lety 1908 a 1910 (průchod mezi nám. Chrobrego a ul. Barlickiego);
  - Hlavní nádraží, nádražní budova z roku 1890; ve vestibulu se dochovaly původní nástěnné a nástropní malby a před vchodem originální nápis Kaiser-Ferdinand-Nordbahn (Severní dráha císaře Ferdinanda); podle podobného projektu vzniklo nádraží Český Těšín;
  - Rostův palác (Komorowicka 48), vlastní dům a ateliér architekta Emanuela Rosta ml. z roku 1903, nyní sídlo Krajské pedagogické knihovny;
  - Burdův dům (11 Listopada 10), dům obchodníka Viktora Burdy postavený roku 1893 podle projektu Karla Korna; vyniká svým k řece Bělé obráceným honosným novorenesančním průčelím, které při pohledu z protějšího břehu tvoří jakousi „bránu Bílska“; přímo ze zdi domu ústí do Bělé v roce 1860 kanalizovaný potok Niper;
  - Hotel President (3 Maja 12), dříve Kaiserhof (Císařský dvůr), novorenesanční budova od Karla Korna z roku 1893, nejlepší hotel tehdejšího Bílska a jeden z nejprestižnějších i v současnosti, nyní se chlubí čtyřmi hvězdičkami;
  - Hotel U orla (Hotel Pod Orłem, 11 Listopada 60), novorenesanční budova postavená v roce 1906 podle projektu Alexandra Neumanna (architekta z nedaleké Jasenice, který udělal velkou kariéru ve Vídni), nejlepší hotel tehdejší Bělé, v současnosti obchodní pasáž a komerční prostory;
  - Sixtova vila (Mickiewicza 24), novorenesanční vila postavená v roce 1883 Karlem Kornem pro četnými fámami opředeného továrníka a filantropa Theodora Sixta, který spolufinancoval řadu projektů realizovaných městem na sklonku 19. století (např. zavedení tramvajové dopravy nebo výstavbu divadla) a svou vilu odkázal městu s tím, že nesmí být nikdy prodána; mezi lety 2002 až 2013 zde sídlil rektorát Technicko-humanitní akademie;
  - Schneiderova vila (Mickiewicza 27), secesní vila továrníka Hermanna Schneidera z roku 1904;
  - Bílská průmyslová škola (Bielska Szkoła Przemysłowa, Sixta 20), monumentální školní komplex z let 1910–1913, samotná škola – založená roku 1874 – byla po mnohá desetiletí kovárnou kádrů pro bílský průmysl;
- Ulice 11 Listopada (11. listopadu), hlavní pěší zóna a urbanistická osa Bělé, vytyčená jako součást středohaličské císařské silnice budované na popud Josefa II. po připojení Haliče k habsburské monarchii; mezi mostem přes Bělou a nám. Wojska Polskiego (Polské armády, hlavní bělské náměstí) stojí za vidění soubor měšťanských domů z 80. let 18. století v tzv. josefinském slohu.
  - Pomník Rexíka, pejska ze slavné série pohádek z bílského Studia kreslených filmů, odhalený v roce 2009 na náměstíčku u mostu přes Bělou; před obchodním centrem Galeria Sfera se v roce 2011 objevily další animované postavičky z Bílska-Bělé: Bolek a Lolek; do roku 2021 se počítá s otevřením vedle dnes turistům nepřístupných filmových ateliérů moderního Interaktivního centra pohádky a animace (Interaktywne Centrum Bajki i Animacji);
- Římskokatolický kostel Boží prozřetelnosti na stejnojmenném náměstí (plac Opatrzności Bożej) z let 1760–1769, barokní, farní kostel v Bělé, uvnitř za zmínku stojí především bohatě zdobená rokoková kazatelna ve tvaru svatopetrského člunu;
- evangelický Lutherův kostel na nám. Wojska Polskiego (Polské armády, hlavní bělské náměstí) z roku 1782, klasicistní, hlavní protestantský kostel v Bělé;
- Dům u žáb (kamienica Pod Żabami, plac Wojska Polskiego 12), dům s bohatou secesní výzdobou v pohádkovém duchu (falešné hrázdění, reliéfy brouků, nad vchodem sochy dvou žáb ve fracích sedících na sudech s vínem a hrajících na kytaru a mandolínu) postavený roku 1903 Emanuelem Rostem ml. pro vinaře Rudolfa Nahowského;
- Památky meziválečné architektury: Sułkowského sady, funkcionalistická obytná čtvrť vystavěná po roce 1934 na místě dřívější zámecké zahrady v zátočině řeky Bělé, nad jejímž břehem se tyčí sedmipodlažní „Kulaťák“ (ulice Bohaterów Warszawy, Wilsona, Grota-Roweckiego); Koperníkovo gymnázium (Liceum Kopernika, Listopadowa 70), roku 1927 otevřená budova první polské střední školy v převážně německém Bílsku, přiměřeně k své propagandistické úloze velkolepá, přezdívaná bílské Bradavice;
- Židovské památky: založený v roce 1849 hřbitov ve čtvrti Alexandrovice (Cieszyńska 92) s novorománsko-mauretánskou pohřební síní (1885, proj. Karl Korn); budova okresního soudu v novorománsko-mauretánském slohu z roku 1904 (proj. Karl Korn), původně sídlo bílské židovské obce (Mickiewicza 22);
- Technické muzeum Stara Fabryka v bývalé Büttnerově továrně (za socialismu Bewelana) na nám. Żwirki i Wigury, které přibližuje dějiny bílsko-bělské průmyslové oblasti od prvních spřádacích strojů po automobilku FSM a Malucha; v letech 2010–2013 muzeum prošlo rozsáhlou modernizací;
- Tkalcovský dům (Dom Tkacza, Sobieskiego 51), dřevěný předměstský dům ze 17. století, ve kterém byl zrekonstruován byt a dílna bílského tkalce; podél ulice Sobieskiego, kde se muzeum nachází, a paralelní Cieszyńské (Těšínské) se rozprostírá Horní předměstí, kdysi čtvrť soukeníků a tkalců, kde se poměrně nejlépe dochovala původní maloměstská zástavba bílských předměstí;
- Muzeum automobilismu (Kazimierza Wielkiego 1), sbírka historických automobilů a motocyklů provozovaná Beskydským autoklubem (Automobilklub Beskidzki), otevřeno o sobotách;
- Galerie moderního umění BWA (3 Maja 11), založená v roce 1960, od roku 1962 pořádá bienále Bielska Jesień (Bílský podzim); její budova stojí na místě, kde se do října 1939 nacházela bílská synagoga;
- Loutkové divadlo Banialuka, založené v roce 1947, od roku 1966 pořádá Mezinárodní festival loutkového umění;

### Podhorské čtvrti
- Cikánský les (Cygański Las), lesopark v městské části Olšavka (Olszówka) na jihu města; jedná se o zbytek lesa mezi Kamenicí a Mikušovicemi darovaného bílským měšťanům těšínským knížetem Měškem I. v roce 1312; v 19. století se Olšavka stala Bílskými vyhledávanou lokalitou, bohatí továrníci a obchodníci si zde postavili letní vily, často v alpském stylu, zatímco samotný les byl proměněn na lesopark po vzoru Vídeňského lesa; roku 1895 sem byla zavedena tramvajová doprava od hlavního nádraží (zrušená v roce 1971), jejíž připomínkou je kavárna v budově bývalého tramvajového depa (u současné autobusové konečné); název lesa vznikl omylem, a sice záměnou podobně znějících německých slov Ziegenwald (Kozí les, původní název související s přítomností horských koz) a Zigeunerwald (Cikánský las); Cikánský les je dodnes oblíbeným cílem nedělních výletů obyvatel města a Olšavka zůstává prestižní čtvrtí s nejdražšími pozemky ve městě;
- Błonia (Pláň), městská louka mezi Cikánským lesem a kampusem Technicko-humanitní akademie s amfiteátrem a rekreačním střediskem (skatepark, lanový par a další), poblíž se nachází oltářní stůl Jan – památník 300. výročí reformace odhalený v roce 1817 na místě jednoho z lesních kostelů, kde se během protireformace konaly tajné luteránské bohoslužby;
- Kabinková lanová dráha na Szyndzielniu, zprovozněná v roce 1953, modernizace 1994 a 2017; délka 1 810 m, převýšení 449,2 m, čas jízdy 6 minut; spojuje konečnou autobusu MHD č. 8 v Horní Olšavce (Olszówka Górna) s vrcholem Szyndzielnia (1 026 m n. m.), odkud je možno pokračovat dále do hloubi Slezských Beskydů anebo se zastavit v nejstarší zděné horské chatě v regionu, postavené Beskidenvereinem roku 1897; z Szyndzielnie se rozprostírá výhled na město do širokého okolí;
- Dębowiec (Dubovec) (525 m n. m.), nejnižší a nejpřístupnější beskydský vrchol na území města, nachází se zde horská chata, populární vyhlídka, 410 m dlouhá bobová dráha, a v roce 2013 byl na severním svahu zprovozněn lyžařský areál se sedačkovou lanovou dráhou;
- Vápenická přehrada (zapora w Wapienicy), výstavbou hráze Ignacyho Moścického na řece Vápenici (Wapienica) v letech 1929–1932 vznikla přehradní nádrž Wielka Łąka (Velká louka), která zajišťuje zásobování Bílska-Bělé pitnou vodou, a tudíž není přístupná veřejnosti, zalesněné podhorské okolí přehrady však patří k dalším oblíbeným rekreačním a výletním lokalitám ve městě; nad přehradou se tyčí vrchol Palenica (688 m n. m.), kde byly nalezeny stopy pravěkého osídlení;

### Ostatní
- Římskokatolický kostel sv. Stanislava ve Starém Bílsku, gotický, postavený kolem roku 1380 na místě staršího; v presbytáři s žebrovou křížovou klenbou se dochovaly nástropní a nástěnné malby, včetně nejstarší gotické vrstvy z konce 14. století, náhrobek Jana Kecherle († 1648) s českým nápisem a oltářní triptych z počátku 16. století znázorňující legendu o svatém Stanislavovi;
- Římskokatolický kostel sv. Barbory v Krakovských Mikušovicích, dřevěný, postaveny v roce 1690 v tzv. slezsko-malopolském stylu; uvnitř stojí za vidění barokní nástěnné malby (1723) a kopie Mikušovického triptychu – oltářního triptychu z doby okolo roku 1470 (originál se nachází v Národním muzeu v Krakově);
- Trzy Lipki (Tři lipky), kopec ve Starém Bílsku (386 m n. m.) kdysi porostlý lipovým lesem, který byl zničen během třicetileté války a zbyly z něj pouze ony „tři lipky“ pokácené v roce 1939, aby neposloužily jako orientační bod; na jejich místě byl v roce 2000 vztyčen 40metrový Kříž třetího tisíciletí; Třílipská pláň je populárním cílem vycházek a vyhlídkou na město; další zajímavostí kopce jsou pěchotní sruby vybudované na konci 30. let kvůli německému ohrožení a nikdy nevyužité, jelikož se polská armáda v září 1939 stáhla z města bez boje;

## Městské části

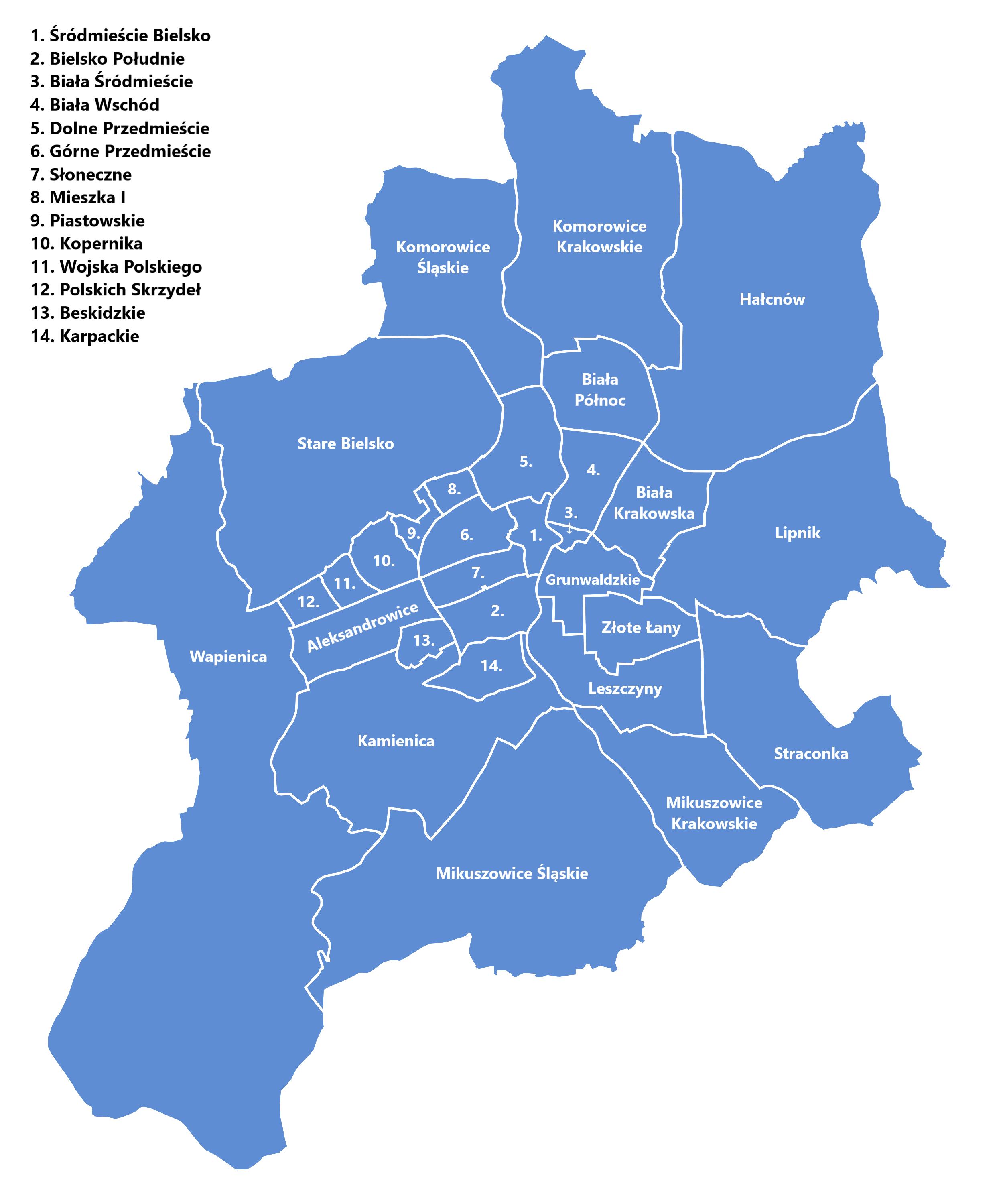
Samosprávné obvody (sídliště) Bílska-Bělé od roku 2002

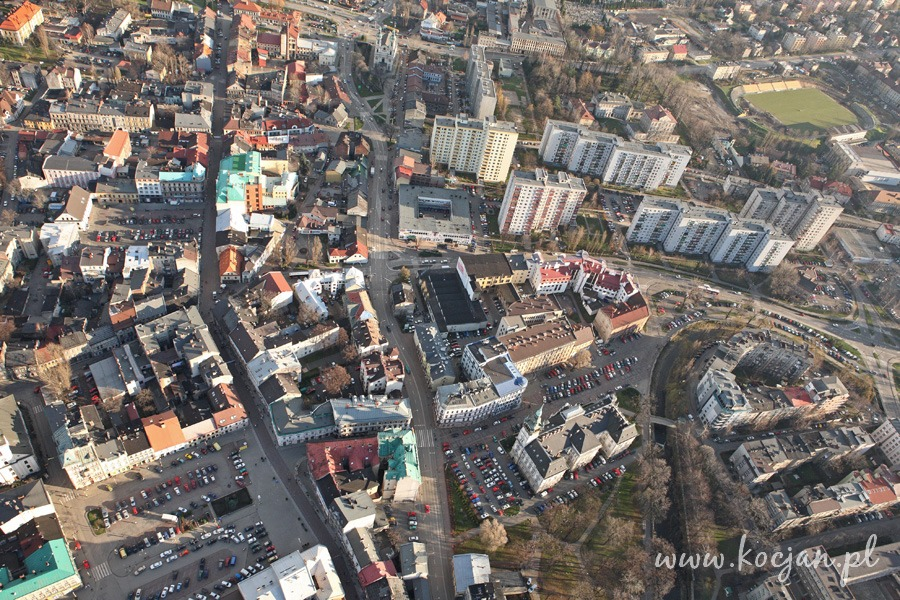
Letecký pohled na Bělou se sídlištěm Střed

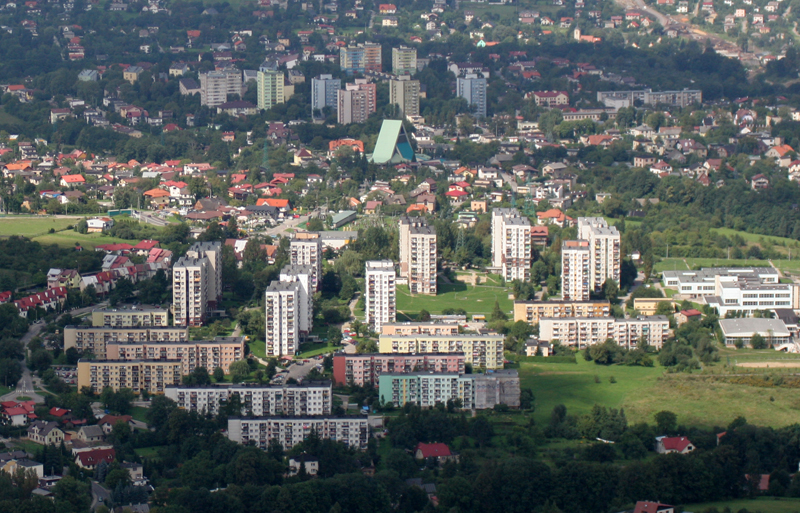
Alexandrovice, v popředí Beskydské sídliště

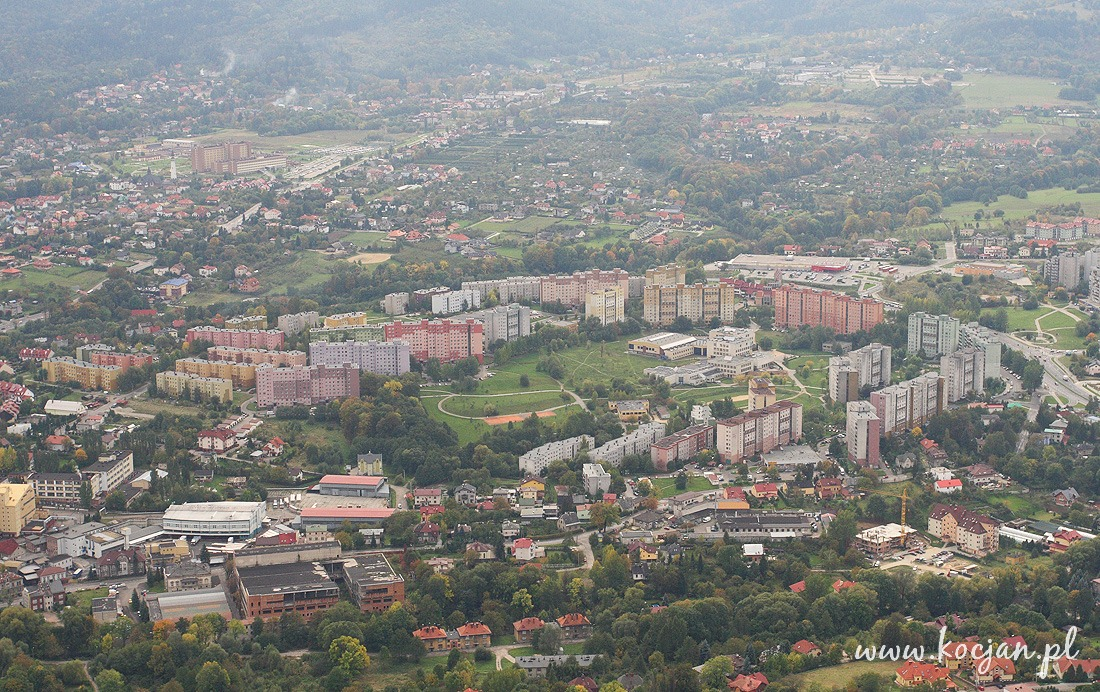
Kamenice a Karpatské sídliště

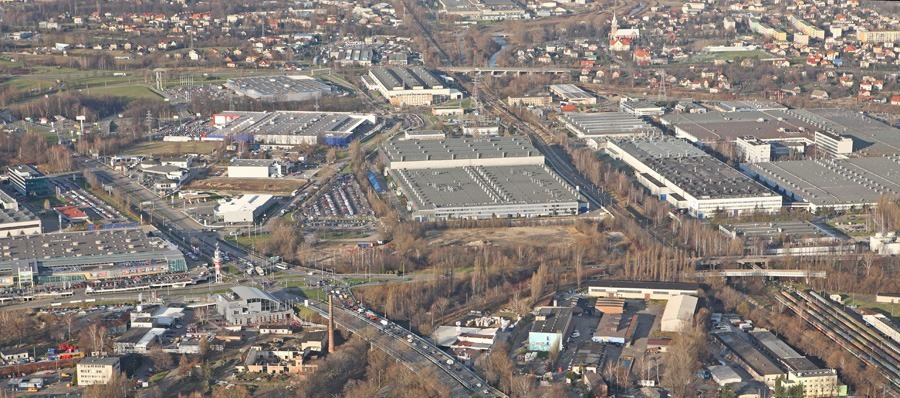
Pohled na areál FSM v Komorovicích

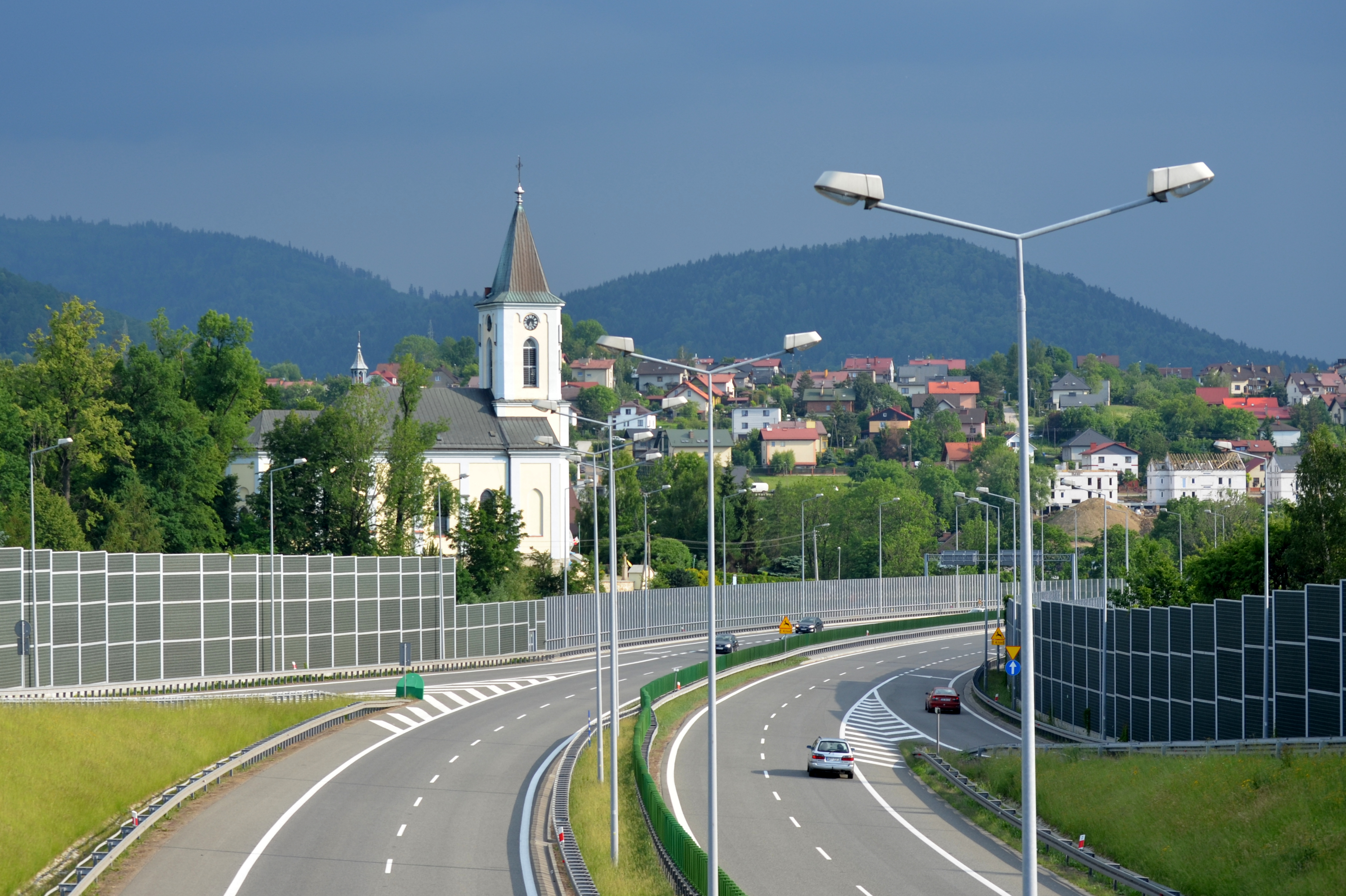
Rychlostní silnice S1 v centru Lipníka

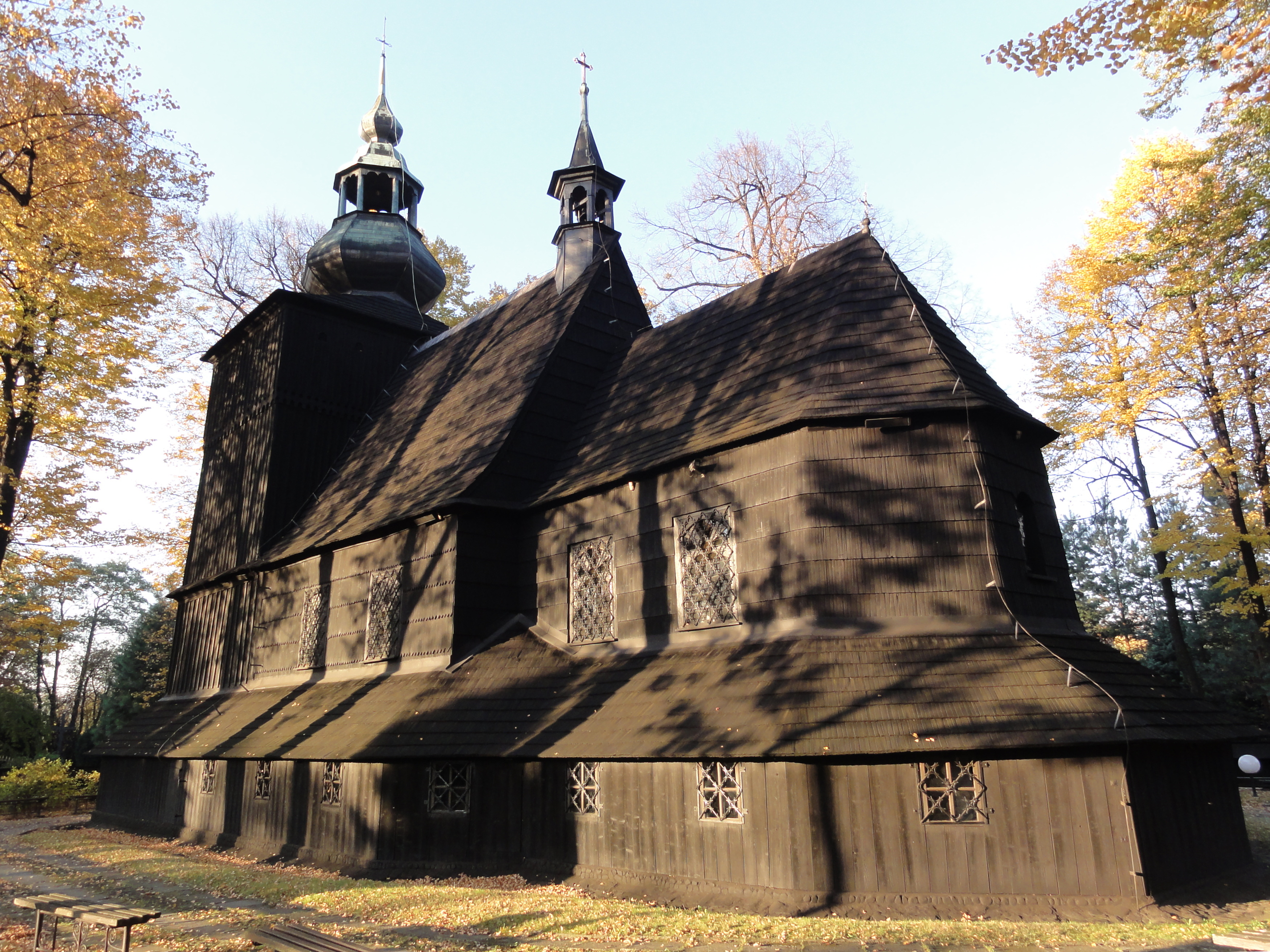
Kostel svaté Barbory v Krakovských Mikušovicích

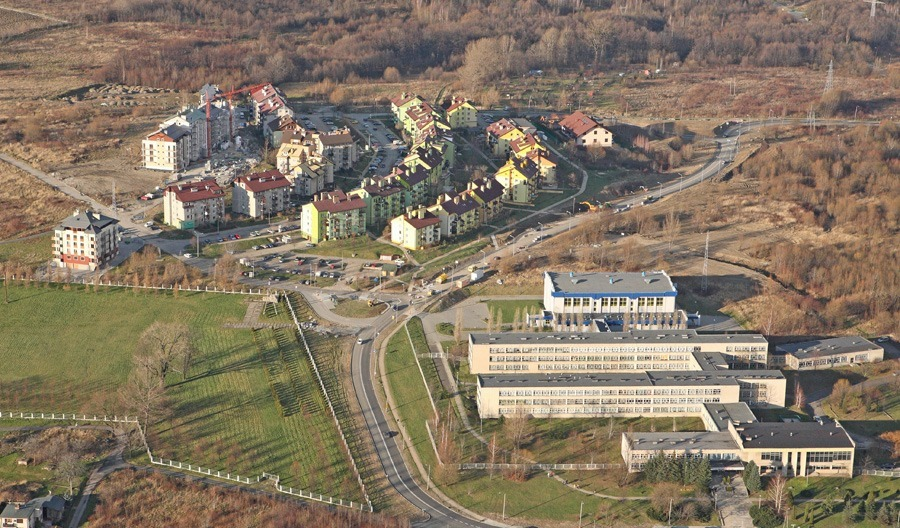
Sídliště Sarni Stok

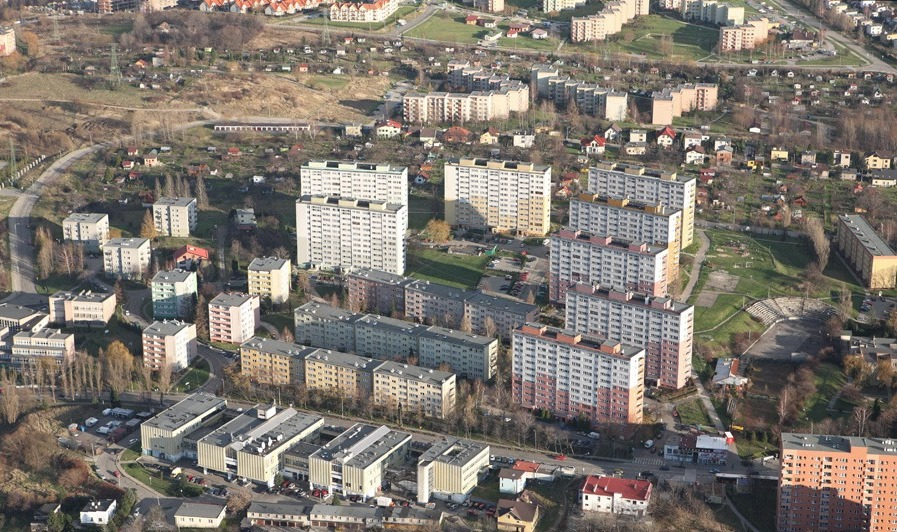
Sídliště Złote Łany

Bílsko-Bělá je od roku 2002 (vyhláška Zastupitelstva města č. LXVII/1093/2002) oficiálně rozčleněno na 30 samosprávných obvodů zvaných sídliště (osiedle) – viz mapa vedle.
Všeobecně je však používáno neformální členění na městské části totožné s historickými čtvrtěmi a dříve samostatnými obcemi, které byly postupně připojovány ve 20. století:
- Centrum
  - Staré Město (Stare Miasto, Altstadt), historické jádro Bílska na oválném půdorysu uvnitř původních hradeb; celé tvoří městskou památkovou rezervaci a po mnohaleté revitalizaci se opět stalo centrum kavárenského a hospodského života ve městě;
  - Dolní Předměstí (Dolne Przedmieście, Nieder-Vorstadt), na severovýchod od Starého Města směrem k hlavnímu nádraží; největší a nejdůležitější historické předměstí Bílska, kam se v 19. století přesunulo jeho těžiště; převládá zde historizující a secesní zástavba z přelomu 19. a 20. století, v severní části za nádražím se kromě toho rozkládá průmyslová zóna; také nový středobod města v podobě obchodního centra Galeria Sfera se nachází na Dolním Předměstí;
  - Bělá (Biała, Biala), historické centrum původního města Bělá; jeho osou je hlavní pěší zóna, ulice 11 Listopada (11. listopadu), z urbanistického hlediska se jedná o pokračování Dolního Předměstí na východ; přítomnost pěší zóny spolu s největším obchodním domem z dob socialismu Klimczok, který přímo navazuje na protějším břehu ležící Sferu dělá z Bělé oblíbené místo nákupů;
    - Osiedle Śródmiejskie (Sídliště Střed), komplex šesti 15patrových panelových domů postavených v 80. letech a obývaných dvěma tisíci lidí; jeho výstavba v těsném sousedství historické radnice a farního kostela a poblíž pěší zóny patří k nejkontroverznějším zásahům do urbanistické struktury města během komunistické éry;
    - Osiedle Grunwaldzkie (Grunwaldské sídliště), sídliště primárně pro zaměstnance sousední teplárny postavené ve stylu socialistického realismu mezi lety 1951 až 1957;

  - Żywiecké Předměstí (Żywieckie Przedmieście, Saybuscher Vorstadt), jižní historické předměstí Bílska, dále se dělí na Pastornak (okolo ul. 1 Maja), Blich (okolo nám. Mickiewicza) a Widok (na Mlýnském kopci); v 19. století se proměnilo v tovární čtvrť, dnes zdejší industriální prostory lákají jednak developery, jednak příznivce alternativní kultury;
  - Horní Předměstí (Górne Przedmieście, Ober-Vorstadt), západní historické předměstí Bílska; v ulicích Sobieskiego a Cieszyńska, původních osách předměstí, se zachovala původní zástavba s přízemními domy soukeníků a tkalců; na sever od nich se rozkládá vilová čtvrť z 19. století, dále bloková zástavba z meziválečného období a v nejsevernější části podél ulice Piastowské – staré okružní třídy vytyčené v roce 1913 – sídliště z 50. a 60. let zvané ZORy (Zakładowe Osiedle Robotnicze, tj. Závodní dělnické sídliště): Żeromskiego, Mieszka I, Piastowskie (Piastovské).
- Alexandrovice (Aleksandrowice, Alexanderfeld), na západ od centra; osada vzniklá parcelací tzv. horního starobílského statku v letech 1787–1790, od roku 1864 samostatná obec připojená k Bílsku v roce 1938; velká okružní křižovatka Hulanka rozděluje Alexandrovice na část východní, která se svým charakterem podobá navazujícímu Hornímu Předměstí (staré činžovní domy, vily, bytové domy z 50. a 60. let, židovský hřbitov, městské koupaliště), a západní, kterou vyplňují především čtyři panelové komplexy: Beskidzkie (Beskydské), Kopernika (Koperníkovo), Wojska Polskiego (Polské armády) a Polskich Skrzydeł (Polských křídel); v Alexandrovicích se nachází bílské letiště zprovozněné v roce 1933 a dnes provozované místním aeroklubem; při letišti působil Kluzákový zkušební ústav a výrobna kluzáků;
- Hałcnów (Alzen, Alza, Aołca), na severovýchodním okraji města směrem k Vilamovicím; vesnice poprvé zmiňovaná roku 1404, připojená v roce 1977; do druhé světové války používali zdejší Němci svérázné nářečí (halcnovština neboli altsnerisch), které díky tvorbě Karla Olmy (1914–2001) jako jediné kromě vilamovštiny na území bílsko-bělského jazykového ostrova vytvořilo vlastní literární mikrojazyk; Hałcnów si nadále uchovává venkovský ráz, převládá zde roztroušená zástavba rodinných domků a zemědělských usedlostí;
- Kamenice (Kamienica, Kamitz), na jihozápad od centra; lesně-rolnická ves rozkládající se podél stejnojmenného potoka a ulice Karpacka; poprvé připomínaná v listině z roku 1305, připojená k městu v roce 1968; východní část sousedící se Żywieckým předměstím získala už v 19. století městsko-průmyslový charakter, nachází se zde mj. likérka Polmos Bielsko-Biała; zbytek si dlouho uchovával spíše poklidný venkovský ráz, ovšem v současnosti zažívá stavební boom, vznikají zde nová sídliště developerského typu (Cztery Pory Roku, česky Čtyři roční období), a také rodinné domky, nezřídka ve stylu podnikatelského baroka; v Kamenici se nachází centrální městský hřbitov;
  - Osiedle Karpackie (Karpatské sídliště) na kopci Troclik, největší panelové sídliště v Bílsku-Bělé; skládá se z 54 domů obývaných 12 tisíci lidí; postavené v letech 1980–1985; téměř všechny ulice jsou pojmenovány po tatranských vrcholech;
- Komorovice (Komorowice, Batzdorf), na severu města směrem k Čechovicím-Dědicím; řeka Bělá je dělí na Slezské (Śląskie), dříve také Německé, a Krakovské (Krakowskie), dříve také Polské; poprvé zmiňované v listině z roku 1305, spojené roku 1954 a připojené k městu v roce 1977; v Krakovských Komorovicích převládá původní venkovská a moderní rodinná zástavba, na severním okraji se rozkládá rybniční soustava, která je nejníže položeným místem v Bílsku-Bělé (280 m n. m); ve Slezských Komorovicích se nachází největší průmyslová zóna ve městě, včetně areálu automobilky FSM (Fiat Auto);
- Leszczyny (Nussdorf), na jihovýchod od centra; původně součást Lipníka, spolu s ním připojené k Bělé v roce 1925; převládá smíšená zástavba městského typu; v Leszczynech se nachází mj. nákupní centrum Gemini Park a hlavní kasárenský areál;
- Lipník (Lipnik, Kunzendorf), na východě města, směrem k obci Kozy; vesnice poprvé připomínaná v roce 1325 původně zahrnovala mnohem větší území, včetně toho, kde později založili město Bělá; roku 1925 byla připojena k Bělé, čímž vznikla tzv. Velká Bělá – Lipník měl v té době rozlohu 20 km², zatímco Bělá pouhých 1,2 km²; ke katastrálnímu území Lipnik, kopírujícímu tehdejší hranice, patří dodnes oblasti, které už dávnou nejsou běžně vnímány jako „lipnické“, např. Grunwaldské sídlíště, okolí nádraží Bielsko-Biała Wschód či Leszczyny; Lipník sensu stricto se rozkládá podél potoka Niwka (ulice Lipnicka a Polna) a výpadové silnice směrem na Wadowice a Krakov (ulice Krakowska), převládají zde rodinné domky, na tzv. Lipnickém kopci (Kopiec Lipnicki) se také nachází malé panelové sídliště; jako Dolní Lipník (Lipnik Dolny) se označuje původní centrum obce, jímž byl v roce 2011 necitlivě protažen východní silniční okruh (rychlostní silnice S1) s estakádou mezi farním kostelem a návsí, zatímco Horním Lipníkem (Lipnik Górny) se myslí východní periférie u hranice s Kozami;
- Mikušovice (Mikuszowice, Nikelsdorf), na jihu města směrem k Żywci a Szczyrku; řeka Bělá je dělí na Slezské (Śląskie), dříve také Německé, a Krakovské (Krakowskie), dříve také Polské; poprvé se připomínají spolu s Bílskem v roce 1312, od roku 1954 měly Slezské Mikušovice status sídla městského typu, obě části byly připojeny k městu v roce 1968; v Krakovských Mikušovicích převládá rodinná zástavba, turisté sem míří za dřevěným kostelem svaté Barbory z roku 1619 s dochovanými barokními nástěnnými malbami; ve Slezských Mikušovicích najdeme mj. kampus Technicko-humanitní akademie, městskou louku Błonia (Pláň) s amfiteátrem a rekreačním střediskem a také sportovní areál Rekord;
- Obszary, také Zabawa nebo Osiedle Rosta (Rostovo sídliště), mezi Bělou a Komorovicemi; převážně rodinná zástavba, podél ulice Komorowicka také průmyslové areály navazující na FSM; jižní část byla připojena spolu s Lipníkem v roce 1925, zbytek spolu s Komorovicemi v roce 1977;
- Olšavka (Olszówka, Ohlisch), na jihozápadě města, u Cikánského lesa (Cygański Las) a na úpatí Szyndzielnie; dělí se na Dolní Olšavku (Olszówka Dolna), která byla dříve součástí Slezských Mikušovic, a Horní Olšavku (Olszówka Górna), která patřila Kamenici; jedná se o prestižní čtvrť obývanou nepřetržitě od 19. století spíše zámožnějšími vrstvami, a také nejnavštěvovanější městskou část mimo centrum; v Olšavce se kromě přírodních a historických zajímavostí nachází mj. Krajská nemocnice, psychiatrická léčebna, sídlo rozhlasové stanice Radio Bielsko a multifunkční hala BBOSiR otevřená v roce 2010;
- Staré Bílsko (Stare Bielsko, Alt-Bielitz), na severozápad od centra; dlouhá lesně-rolnická ves rozkládající se podél Starobílského potoka, připojená k městu v roce 1977; ve Starém Bílsku se nacházejí nejstarší historické památky Bílska-Bělé: slovanské hradiště z 12. století a gotický kostel svatého Stanislava; po druhé světové válce se v dříve německé obci usadili polští repatrianti z ukrajinského Zoločiva; převládá zde rodinná zástavba, severní část na kopcích Trzy Lipki (Tři lipky) a Malowany Dworek zůstává většinou nezastavěná;
  - Sarni Stok (česky Srnčí svah), malé osamocené sídliště postavené na východním svahu kopce Trzy Lipki na přelomu 80. a 90. let pro zaměstnance automobilových závodů;
- Straconka (Dresseldorf), na jihovýchodním okraji města na úpatí Malých Beskyd, podhorská vesnice založená na stejnojmenném potoce v polovině 16. století, připojená k městu v roce 1973; Straconské nábřeží patří k oblíbeným rekreačním plochám, stejně tak jsou hojně navštěvovány prameny Straconky; převažují rodinné domky;
- Vápenice (Wapienica, Lobnitz), na západním okraji města směrem k Javoří; vesnice poprvé připomínaná roku 1568, připojená k městu v roce 1977; rozkládá se „vertikálně“ (10 km od severu k jihu oproti necelým dvou na ose západ–východ) podél stejnojmenné řeky; v severní části – Dolní Vápenici (Wapienica Dolna) – převažuje průmysl (Bílský průmyslový park, Bielski Park Przemysłowy) a je zde také jedno panelové sídliště a nejznámější sociálně vyloučená lokalita ve městě (bytovky na konci ulice Sobieskiego); jižní část – Horní Vápenici (Wapienica Górna) – vyplňuje rodinná zástavba, turisticko-rekreační plochy a horské lesy;
- Złote Łany (Goldflur, česky Zlaté lány), na kopci (380 m n. m.) mezi Lipníkem, Leszczyny a Straconkou; původně součást Lipníka, spolu s ním připojené k Bělé v roce 1925; po roce 1971 zde bylo postaveno stejnojmenné panelové sídliště pro zaměstnance FSM, na které v 80. a 90. letech navázalo Osiedle Langiewicza (Langiewiczovo sídliště);

## Doprava

### Silniční

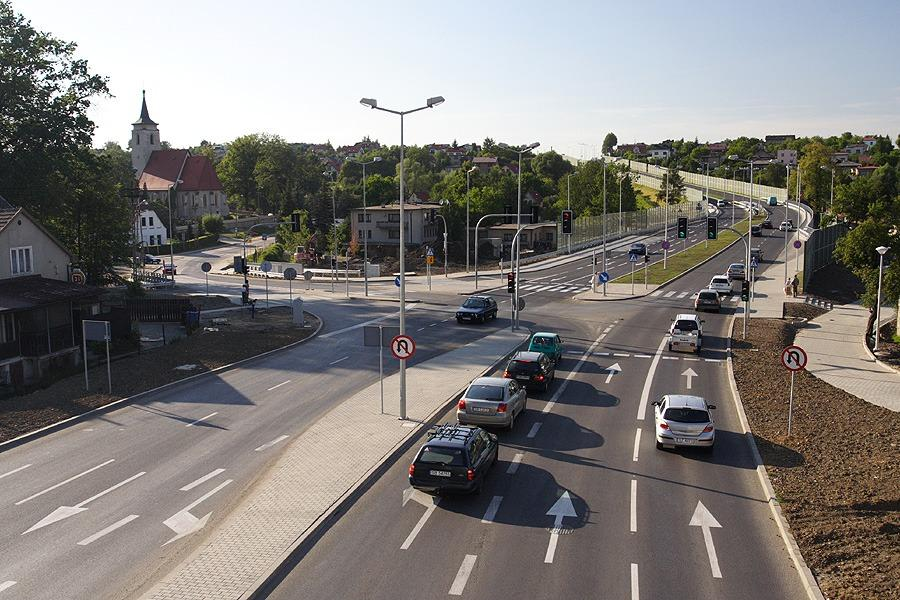
Západní městský okruh

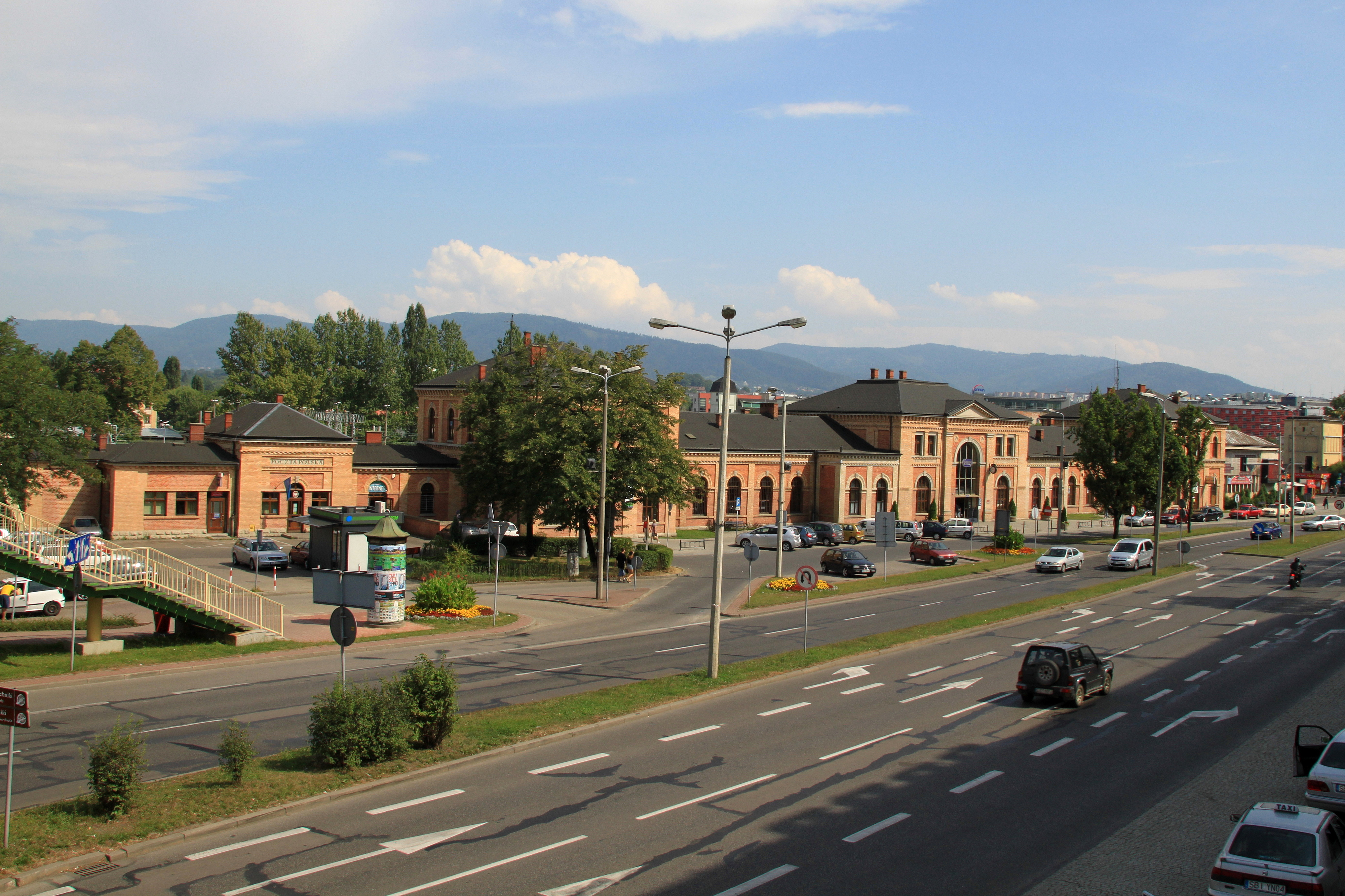
Hlavní nádraží

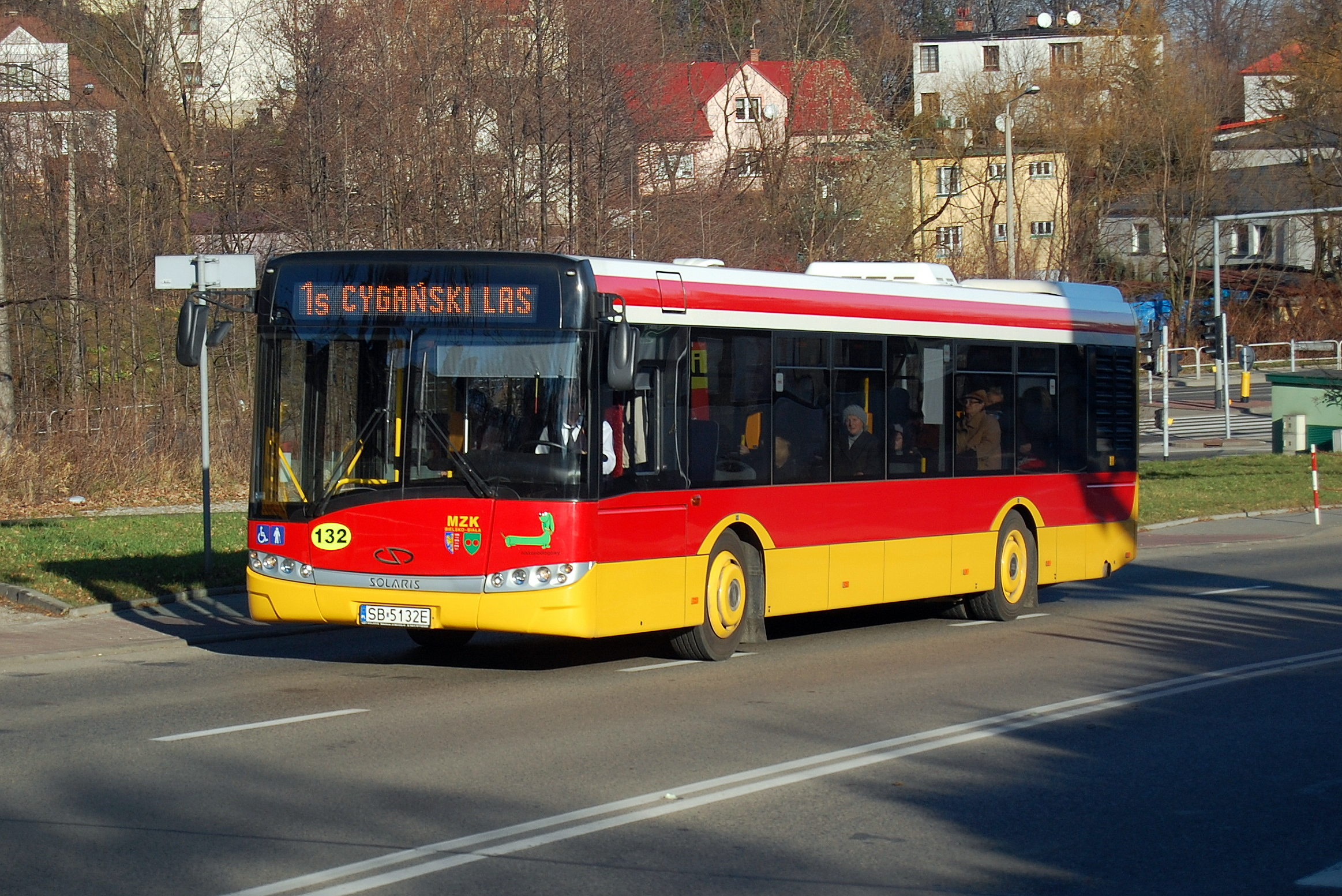
Autobus MZK Bielsko-Biała v klasickém městském nátěru

Bílsko-Bělá je významným silničním uzlem v jižním Polsku. Městem procházejí dvě rychlostní silnice: S1 ve směru na Żywiec a dále na Slovensko, kde na ni navazuje dálnice D3 do Žiliny, a S52 do Těšína, jejímž pokračováním je česká dálnice D48. Tyto rychlostní silnice tvoří východní a severní obchvat města. V delší perspektivě se počítá s prodloužením S1 na sever do Mysłowic a S52 na východ přes Wadowice do Krakova (projekt Beskydská integrační silnice). Silniční spojení s Katovicemi a polským vnitrozemím zajišťuje čtyřproudová státní silnice č. 1 vybudovaná v 70. letech 20. století jako jeden z velkých projektů tehdejšího komunistického vedení v čele s Edwardem Gierkem a proto přezdívaná gierkówka. S52 a gierkówka jsou součástí evropských silnic E75 a E462. Alternativní trasu do Krakova představuje státní silnice č. 52 přes Kęty a Wadowice, která v podstatě kopíruje starou Středohaličskou císařskou silnici. Bílsko-Bělá disponuje také západním městským okruhem (ulice Bora-Komorowskiego a Andersa), jímž vede krajská silnice č. 942 Bílsko-Bělá – Szczyrk – Visla.

### Železniční
Páteř železniční dopravy tvoří trať č. 139 Katovice – Żywiec (– Čadca), která protíná město v ose sever–jih. Od ní odbočuje trať č. 117 přes Wadowice do Krakova a také trať č. 190 přes Skočov do Českého Těšína, na níž byl od ledna 2009 provoz dlouhodobě zastaven. V současnosti pro osobní dopravu slouží osm železničních stanic a zastávek: Bielsko-Biała Główna (hlavní nádraží na Dolním Předměstí), Bielsko-Biała Wschód (Východ, v Bělé, směr Krakov), Bielsko-Biała Północ (Sever, u areálu FSM/Fiat Auto, směr Katovice), Bielsko-Biała Lipnik (na Grunwaldském sídlišti – název odráží staré hranice obcí kopírované katastrálními územími, směr Żywiec), Bielsko-Biała Leszczyny (směr Żywiec), Bielsko-Biała Mikuszowice (v Krakovských Mikušovicích, směr Żywiec), Bielsko-Biała Komorowice (ve Slezských Komorovicích, směr Katovice) a Krzemionki (mezi Hałcnowem a Horním Lipníkem, směr Krakov). Dalších pět se nachází na uzavřené trati do Českého Těšína. Pod středem města mezi hlavním nádražím a stanicí Lipnik vlaky projíždějí tunelem. Pro Bílsko-Bělou má též význam nádraží v sousedních Čechovicích-Dědicích, odkud odjíždějí mezinárodní spoje do Prahy, Vídně a Budapešti.

### MHD
Síť městské hromadné dopravy tvoří 47 autobusových linek MZK Bielsko-Biała, z toho dvě noční a čtyři vyjíždějící mimo území města. Většina jich projíždí kolem hlavního nádraží a ulicí 3 Maja (zastávka 3 Maja Hotel President). Do Bílska-Bělé zajíždějí rovněž tři linky PKM Czechowice-Dziedzice (5, VII a X). V současnosti se nepočítá s obnovou tramvajové sítě existující v letech 1895–1971 (první trať spojovala hlavní nádraží s Cikánským lesem, druhou postavili v 50. letech v úseku Hlavní nádraží – Hulanka podél ulice Piastowska). Příměstskou dopravu v rámci okresu Bílsko-Bělá zajišťuje společnost Komunikacja Beskidzka (dříve PKS Bielsko-Biała), mimo okres pak řada soukromých dopravců, hlavně minibusových. Autobusy Komunikacje Beskidzké a dálkové spoje odjíždějí z autobusového nádraží, jež se nachází naproti vlakovému, zatímco soukromé minibusy z různých zastávek a parkovišť poblíž nádraží. Od roku 2020 trvají snahy o vytvoření integrovaného dopravního systému v regionu.

### Letecká
V oblasti Bílska-Bělé se nacházejí dvě letiště. Travnaté letiště v městské části Alexandrovice je provozováno bílským aeroklubem a slouží především sportovním účelům. Letiště v obci Kaniów 15 km na sever od města s 700metrovou asfaltobetonovou ranvejí bylo otevřeno v roce 2008 jako součást Bílského technologického parku letectví, podnikaní a inovací (Bielski Park Technologiczny Lotnictwa, Przedsiębiorczości i Innowacji). V okruhu 100 km leží tři mezinárodní letiště: Katovice-Pyrzowice, Krakov-Balice a Ostrava Mošnov.

## Osobnosti
- George Bridgetower (1778–1860), britský houslista a skladatel, jeho barbadoský otec byl sluhou v Bělé pobývajícího knížete Mikuláše Esterházyho;
- Philipp Johann Ferdinand Schur (1799–1878), německý botanik, farmaceut a chemik;
- Carl Samuel Schneider (1801–1882), evangelický duchovní a politik německé národnosti;
- Peter Michal Bohúň (1822–1879), slovenský malíř, portrétista, posledních čtrnáct let života strávil v Lipníku a je pohřben na evangelickém hřbitově v Bělé;
- Theodor Haase (1834–1909), evangelický duchovní, politik Německé pokrokové strany, významná osobnost politického života v Rakouském Slezsku v druhé polovině 19. století, mnohaletý poslanec za město Bílsko;
- Alfred von Kropatschek (1838–1911), generál rakouské armády a zbraňový konstruktér;
- Albert Schickedanz (1846–1915), architekt působící především v Budapešti;
- Hugo von Seeliger (1849–1924), německý astronom, autor prací věnovaných gravitačnímu paradoxu a objevitel tzv. Seeligerova jevu, syn  bělského starosty Rudolfa von Seeligera;
- Heinrich Conried (1855–1909), herec a divadelník židovského původu, ředitel Metropolitní opery v New Yorku v letech 1903–1908;
- Maurice Bloomfield (1855–1928), jazykovědec a indolog židovského původu, strýc Leonarda Bloomfielda, emigroval do Spojených států ve dvanácti letech;
- Alexander Neumann (1861–1947), architekt působící hlavně ve Vídni, autor brněnské vily Löw-Beer;
- Jan Kotrč (1862–1943), český šachista, tvůrce prvního českého odborného šachového listu Šach-Mat a Českých listů šachových;
- Carl Josef Bayer (1865–1935), rakouský chemik, objevitel Bayerova procesu sloužícího k výrobě hliníku;
- Michael Berkowitz (1865–1935), pedagog a spisovatel spjatý se sionistickým hnutím, spolupracovník Theodora Herzla;
- Hans Zenker (1870–1932), německý admirál, velitel Reichsmarine v letech 1924–1928;
- Selma Kurz (1874–1933), rakouská koloraturní sopranistka židovského původu;
- Karol Wojtyła st. (1879–1941), poručík rakousko-uherské a polské armády, otec budoucího papeže Jana Pavla II., pocházel z Lipníka;
- Artur Schnabel (1882–1951), klavírista a hudební pedagog židovského původu;
- Emil Zegadłowicz (1888–1941), polský spisovatel;
- Rudolf Wiesner (1890–1974), německý nacistický politik, vůdce Mladoněmecké strany v Polsku (Jungdeutsche Partei in Polen) v letech 1931–1939;
- Paweł Finder (1904–1944), komunistický politik židovského původu, první tajemník Polské dělnické strany v letech 1943–1944;
- Edmund Wojtyła (1906–1932), lékař, bratr Jana Pavla II., pracoval a zemřel v nemocnici v Bílsku;
- Bohumír Fiala (1915–1979), český lékař a spisovatel;
- Maria Koterbska (1924–2021), polská zpěvačka, populární zejména v 50. a 60. letech 20. století;
- Gerda Weissmann-Klein (1924–2022), přeživší holokaustu, aktivistka za lidská práva ve Spojených státech;
- Hans von Keler (1925–2016), německý evangelický duchovní, biskup Württemberska v letech 1979–1987;
- Sobiesław Zasada (* 1930), polský automobilový závodník a podnikatel, na začátku 90. let druhý nejbohatší člověk v Polsku;
- Šlomo Avineri (1933–2023), izraelský politolog a filosof, profesor Hebrejské univerzity;
- Urszula Dudziak (* 1943), polská jazzová zpěvačka;
- Jacek Lech (1947–2007), polský bigbeatový zpěvák;
- Bohdan Smoleń (1947–2016), polský herec, písničkář a bavič, spoluzakladatel kabaretu Tey;
- Jerzy Stuhr (1947–2024), polský herec, režisér a scenárista, prožil v Bílsku-Bělé dětství a pubertu, absolvoval zdejší Gymnázium Stefana Żeromského
- Zbigniew Preisner (* 1955), polský hudební skladatel, autor především filmové a scénické hudby;
- Anna Guzik (* 1976), polská herečka;

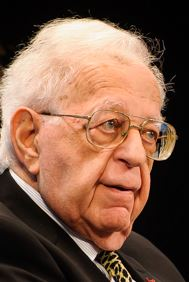
Šlomo Avineri
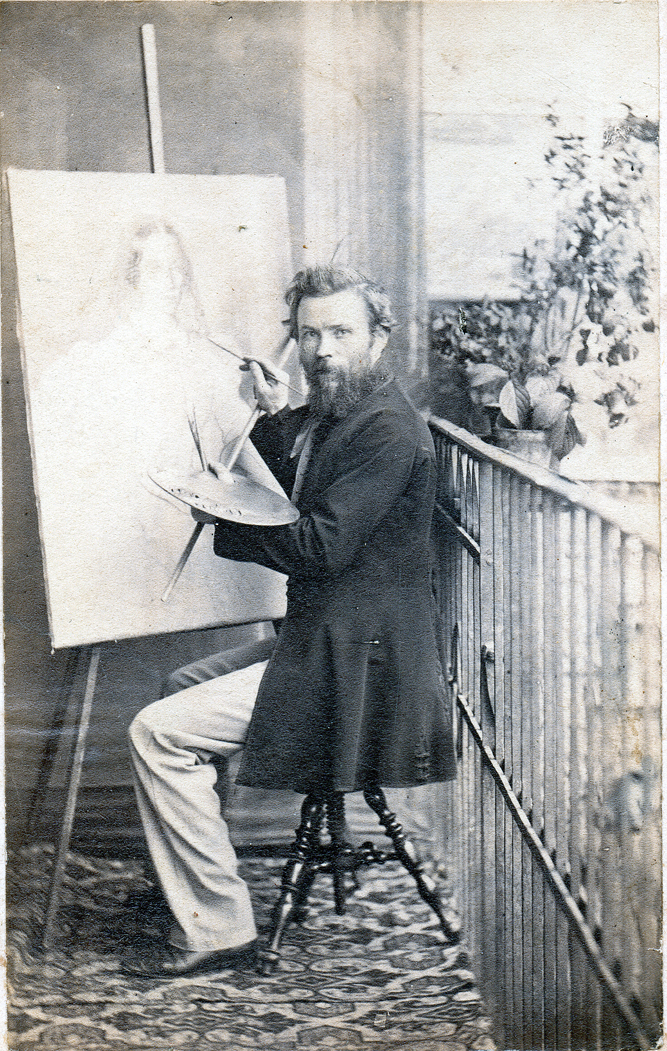
Peter Michal Bohúň
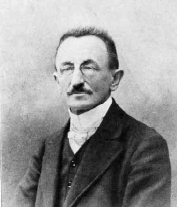
Jan Kotrč
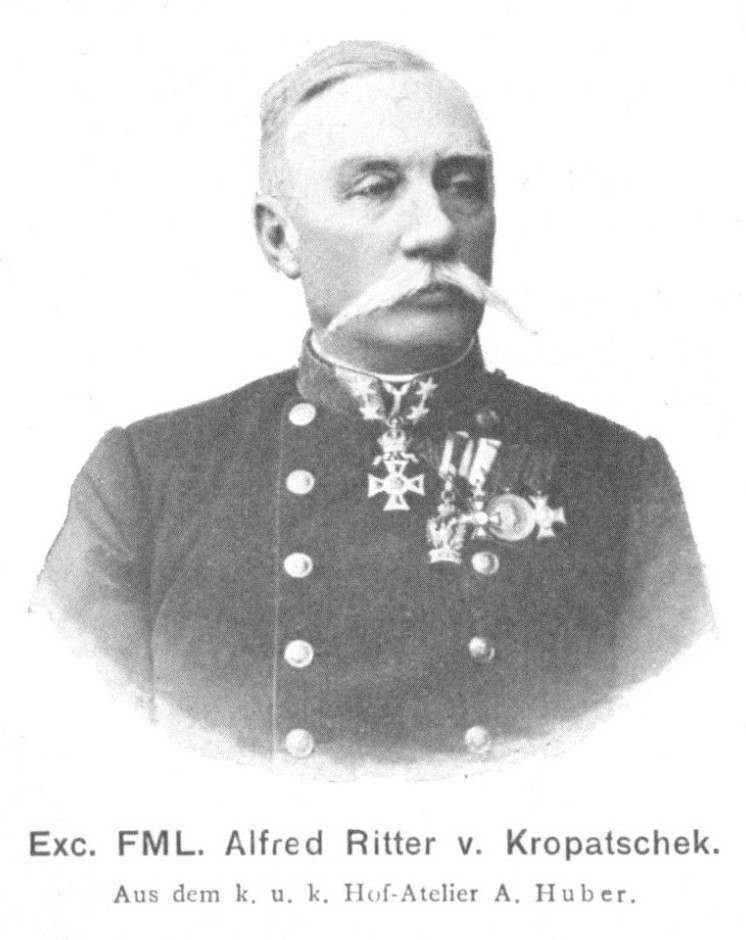
Alfred von Kropatschek
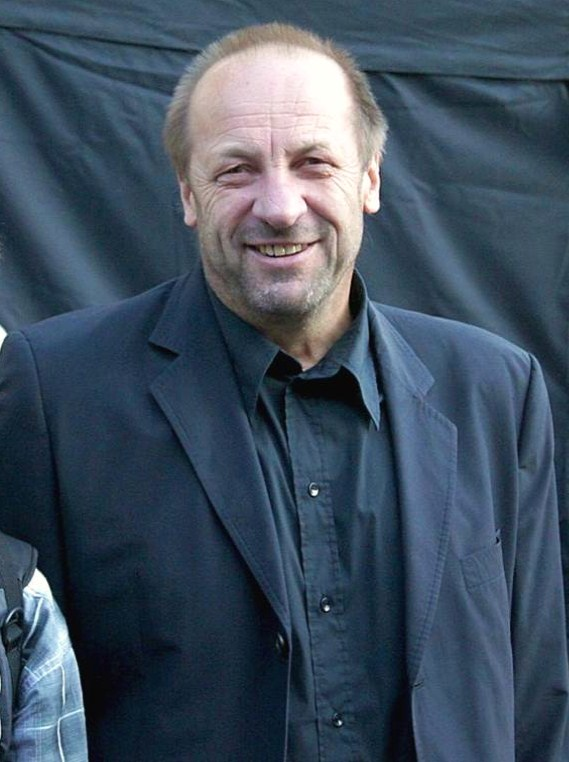
Zbigniew Preisner
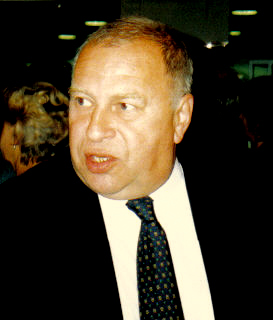
Jerzy Stuhr

## Partnerská města

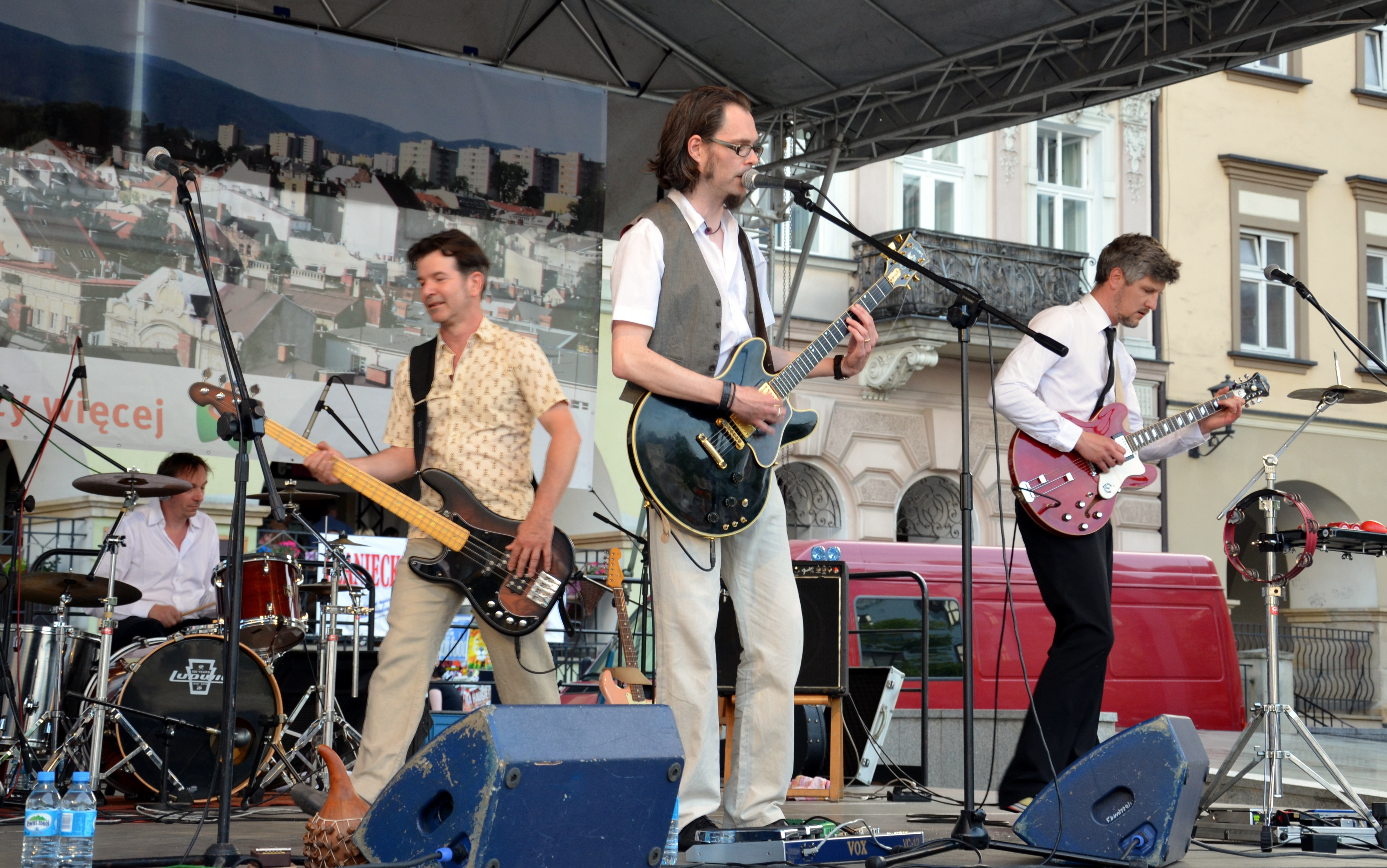
Hudební skupina z Wolfsburgu během Festivalu partnerských měst

- Akko (Izrael, Severní distrikt)
- Baia Mare (Rumunsko), Maramureș)
- Besançon (Francie, region Burgundsko-Franche-Comté)
- Berďansk (Ukrajina, Záporožská oblast)
- Frýdek-Místek (Česko, Moravskoslezský kraj)
- Grand Rapids (USA, stát Michigan)
- Kirklees (Velká Británie, West Yorkshire)
- Kragujevac (Srbsko, Šumadijský okruh)
- Lilienthal (Německo, spolková země Dolní Sasko)
- Monreale (Itálie, autonomní region Sicílie)
- Nyíregyháza (Maďarsko, Szabolcs-Szatmár-Bereg)
- Olsztyn (Polsko, Varmijsko-mazurské vojvodství)
- Rancagua (Chile, provincie Cachapoal)
- Š’-ťia-čuang (Čína, provincie Che-pej)
- Stadskanaal (Holandsko, provincie Groningen)
- Szolnok (Maďarsko, župa Jász-Nagykun-Szolnok)
- Tienen (Belgie, Vlámsko)
- Třinec (Česko, Moravskoslezský kraj)
- Ustka (Polsko, Pomořanské vojvodství)
- Wolfsburg (Německo, spolková země Dolní Sasko)
- Žilina (Slovensko, Žilinský kraj)